# Université Paris-I-Panthéon-Sorbonne
Ne doit pas être confondu avec Sorbonne Université, Université Panthéon-Assas, Sorbonne Nouvelle, Université Paris-Sorbonne ou Université Sorbonne-Paris-Nord.
Pour les articles homonymes, voir Panthéon (homonymie), Sorbonne (homonymie) et Université Panteion.
L'université Paris-I-Panthéon-Sorbonne est un établissement multidisciplinaire d'enseignement supérieur français, spécialisé dans les domaines des sciences économiques et de la gestion, des arts et des sciences humaines, du droit et de la science politique.
Ses centres administratifs et ses principaux locaux d’enseignement sont situés à la Sorbonne et sur la place du Panthéon, au cœur du Quartier latin de Paris, dans l’ouest du cinquième arrondissement. Elle possède également plus d'une vingtaine d'antennes dans quatre autres arrondissements parisiens (quatrième, sixième, treizième et quinzième arrondissements) ainsi qu'en Égypte en Roumanie et au Maroc.
Étant l'une des héritières de l'ancienne université de Paris, l'université Paris-I accueille aujourd'hui environ 45 200 étudiants répartis en dix unités de formation et de recherche (UFR) et quatre instituts. Elle offre des formations de la licence au doctorat et dans la préparation des concours, notamment juridiques et d'enseignement. Elle ne fait partie d'aucun regroupement universitaire, mais elle collabore avec l'université Sorbonne-Nouvelle et l'ESCP Business School au sein de Sorbonne Alliance. Elle est aussi membre fondateur du projet Una Europa depuis 2019.
Reconnue pour l’excellence de sa recherche, la qualité de son corps professoral, et ses relations internationales, elle jouit d’un prestige académique important,. 

## Histoire

### Origines de l'université

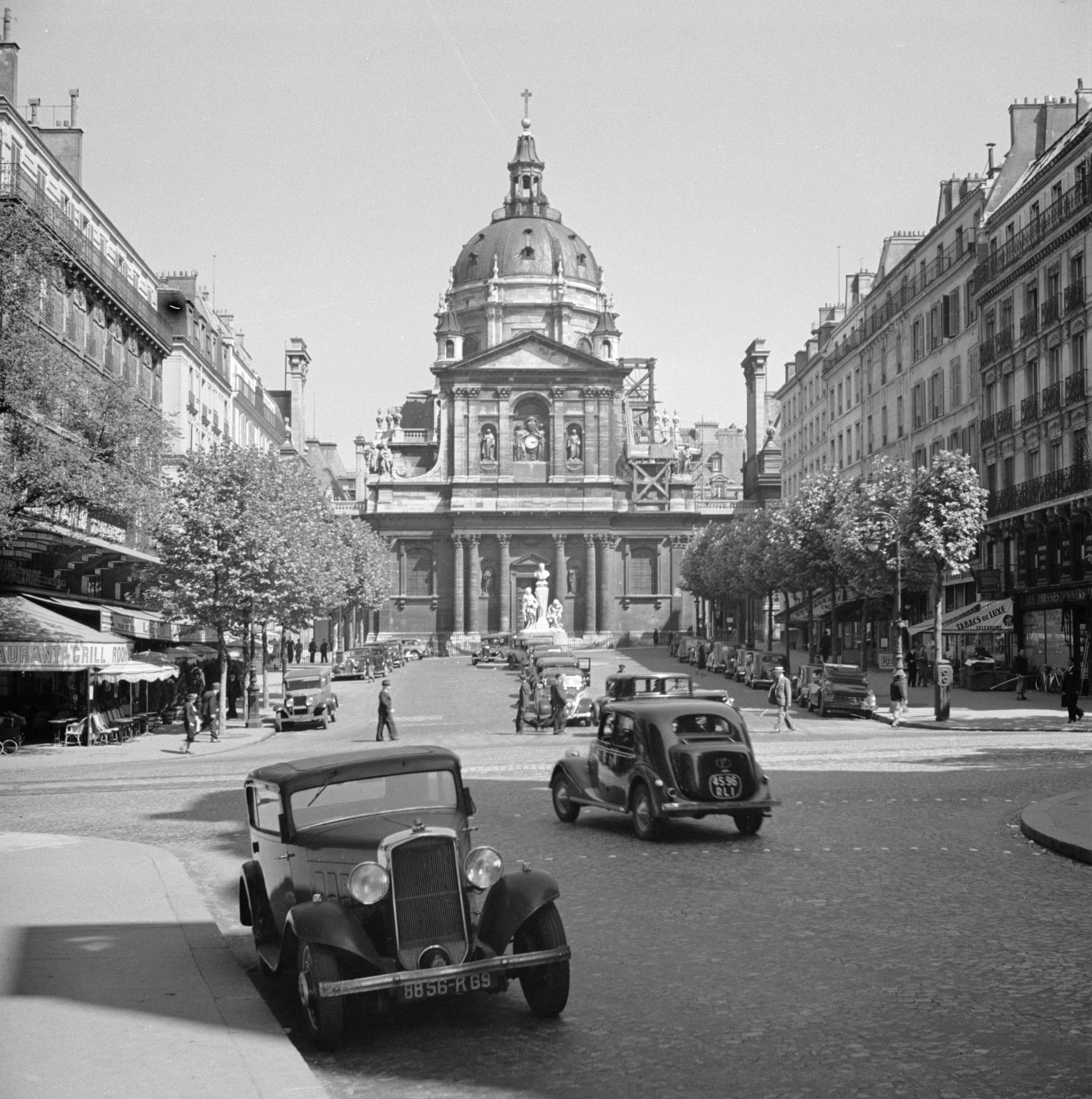
Chapelle Sainte-Ursule de l'université de Paris en 1948.

En 1945, à l’issue de la Seconde Guerre mondiale, l'université de Paris retrouvait les problèmes qui lui étaient propres et qui s'étaient aggravés avec la guerre et l'occupation étrangère. Les étudiants s'entassaient dans des salles et dans des amphithéâtres surpeuplés, et le corps enseignant, insuffisant en nombre, n'avait pas les moyens de les suivre et de les encadrer correctement.
La déconcentration des centres universitaires dans la capitale et à la périphérie sera principalement l'œuvre de la Ve République dans les premières années de son existence. Cette politique atteignit ses objectifs en répondant notamment aux problèmes posés par le nombre des étudiants. Le pouvoir crut également pouvoir contrôler l'accès de ces derniers à l'université, en organisant une sélection sévère à l'entrée des facultés et en créant des Instituts universitaires de technologie.
Cette réforme n’ayant pas été négociée avec tous les partenaires intéressés, elle fut rejetée par les étudiants dans un climat politique et social défavorable, et elle provoqua une véritable insurrection dans les facultés à Paris et en province.
La faculté des lettres de Nanterre - créée en 1964 au sein de l'université de Paris - étant devenue le théâtre d'une agitation permanente contre les projets de réforme, le recteur de l'académie, président du conseil de l'université de Paris, décidait sur proposition du doyen de cette faculté de fermer cette dernière le 2 mai 1968. Le lendemain, trois à quatre cents étudiants se réunirent dans la cour de la Sorbonne pour dénoncer la fermeture de la faculté de Nanterre et demander au recteur d'annuler la décision administrative qui permettait de traduire plusieurs de leurs camarades devant le conseil de l'université de Paris. En fin de soirée, ce dernier fit appel à la police pour qu'ils évacuent la cour de la Sorbonne. Des échauffourées violentes opposèrent les étudiants aux forces de l'ordre dans la rue, suivies de nombreuses arrestations et des centaines de blessés dans les deux camps. Cet incident majeur entraîna plusieurs semaines de troubles à Paris et une grève générale illimitée en France, qui faillirent emporter la Ve République.

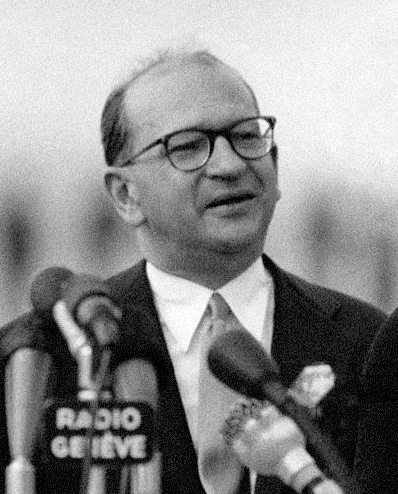
Edgar Faure, ministre de l'Éducation nationale à l'origine de la loi du 12 novembre 1968, dite loi Faure.

Le général de Gaulle, président de la République, réussissant à rétablir l'ordre à la fin de mai, la nouvelle Assemblée nationale élue en juin, après la dissolution de la précédente, eut pour principale mission de réformer la législation universitaire de la IIIe République, en donnant une large autonomie de gestion aux établissements d'enseignement supérieur et en permettant ainsi d'établir plusieurs universités dans une même circonscription académique.
C'est ainsi qu'à Paris, où l'université était devenue très difficile à gérer par le nombre de ses professeurs et de ses étudiants, la législation nouvelle - loi du 12 novembre 1968, remplacée par la loi du 26 janvier 1984 - permit de créer dès 1969 treize universités au sein de l'ancienne université de Paris.

### Création de l'université

Ancien logotype de l'université Panthéon-Sorbonne.

À l'instigation notamment des professeurs François Luchaire (droit public), Henri Bartoli (économie) et Hélène Ahrweiler (sciences humaines), l’Université Paris-I-Panthéon-Sorbonne est créée en 1971 du regroupement d'une partie de la faculté de droit et sciences économiques (Panthéon) et d'une partie de la faculté des lettres et sciences humaines (Sorbonne). Si la plus grande partie des économistes de la faculté de droit (35 sur 41) ont choisi Paris 1, la plupart des juristes (88 sur 108), dont la plupart des privatistes et des historiens du droit et une partie importante des publicistes avaient choisi de perpétuer une université spécialisée - Paris 2 - alors que leurs collègues faisaient le pari d’une université pluridisciplinaire en ralliant l’université Paris 1.
Dans les négociations sur le partage des locaux historiques avec les autres universités proches, l'université Paris-I peut utiliser des salles dans la partie sud de la Sorbonne, précédemment utilisée par la faculté des sciences. De même, les universités Paris-I et Paris-II s'entendent pour installer toutes les deux leur présidence dans les locaux historiques de la faculté de droit place du Panthéon et se partager le site. Les nouveaux locaux de la rue d'Assas sont également partagés pendant les deux premières années en attendant l'ouverture du futur centre Pierre-Mendès-France, effective en 1973.

### Développement
Depuis sa création, Paris-I a vu ses effectifs d'étudiants augmenter de 50 % et la proportion d'étudiants de troisième cycle s'accroître constamment. Cette croissance, accompagnée de l'apparition de nouvelles disciplines (administration économique et sociale, mathématiques appliquées et sciences sociales), a nécessité l'attribution de nouveaux locaux qui ont augmenté la capacité d'accueil et la dispersion de l'université : centre Saint-Charles pour les arts plastiques (1973), centre Tolbiac (aujourd'hui centre Pierre-Mendès-France) (1973), centre de recherches historiques et juridiques de la rue Malher (1972), centre Port-Royal René-Cassin pour le premier cycle de droit (1990), Maison des sciences économiques (1998) pour la recherche dans ces disciplines et centre Broca où s'installe l'Institut d'administration des entreprises en 2001, centre Port-Royal Lourcine (2019).

### Rapprochements institutionnels des années 2000

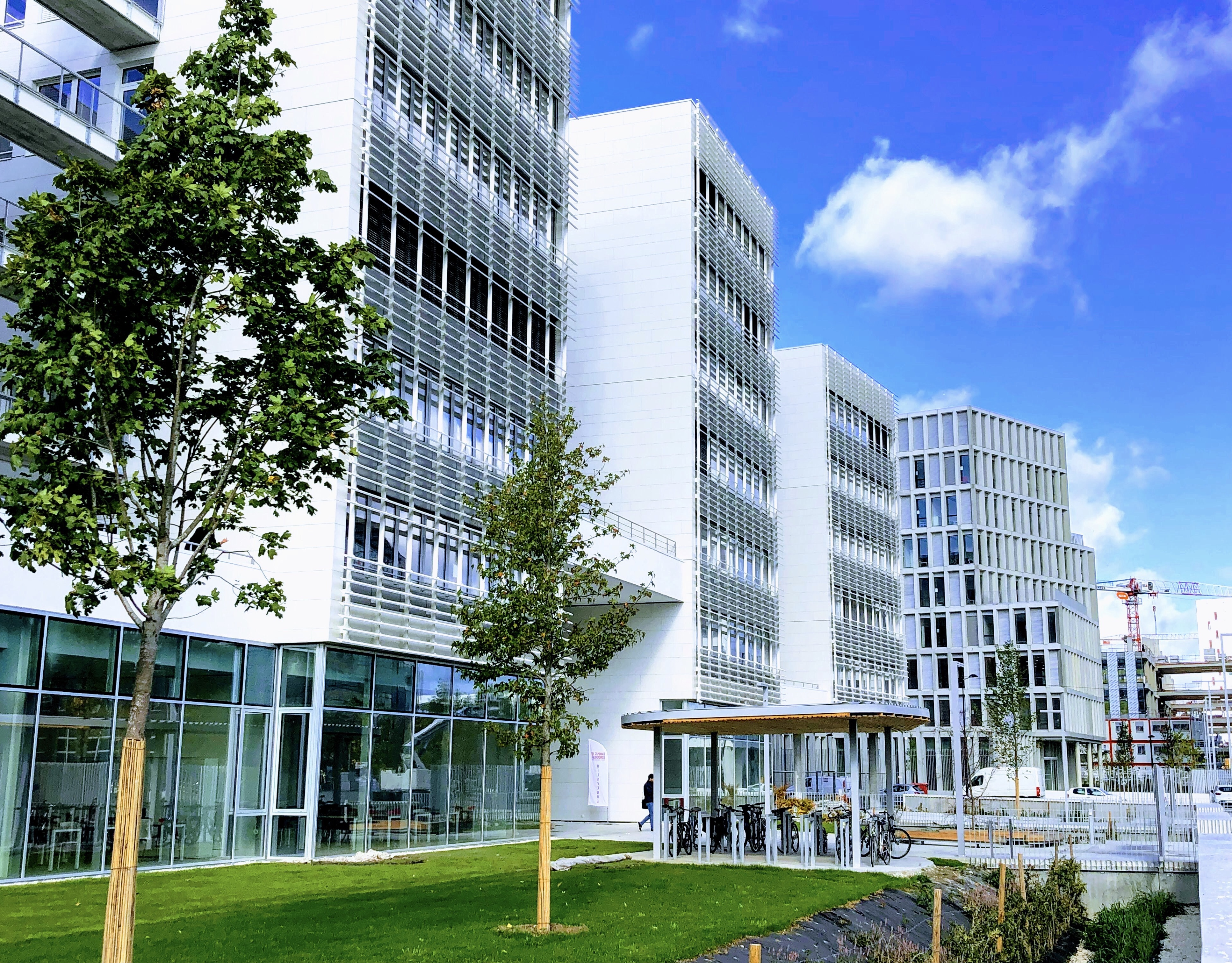
Bâtiment Recherche Sud du campus Condorcet.

À la suite de la mise en place en France de Pôles de recherche et d'enseignement supérieur (PRES) en 2006, l'université s'est successivement impliquée dans plusieurs projets d'association d'établissements d'enseignement supérieur, ainsi que dans un projet élaboré dans le cadre du Plan campus à partir de janvier 2008.
L'université commence à travailler autour du projet du PRES Paris Centre Universités à partir de janvier 2006 qui inclut d'autres universités parisiennes dont Paris V et Paris-VII. Le projet n'aboutit pas, ces deux dernières universités se rapprochant finalement du projet Sorbonne Paris Cité et l'université commence au début de l'année 2010 à se rapprocher d'autres établissements autour du projet Hautes Études-Sorbonne-Arts et Métiers. L'établissement quitte cependant ce groupement le 16 novembre 2016.
L'université travaille au même moment avec d'autres partenaires autour du projet du campus Condorcet dans le but d'ouvrir un nouveau campus au nord de Paris. Le projet est retenu en 2008 dans le cadre du plan campus.

### Présidence de l'université
| Portrait                                                                 | Identité                               | Période | Période  | Durée |
| Portrait                                                                 | Identité                               | Début   | Fin      | Durée |
| ------------------------------------------------------------------------ | -------------------------------------- | ------- | -------- | ----- |
| Pas de portrait sous licence libre disponible pour François Luchaire.    | François Luchaire (1919 - 2009)        | 1971    | 1976     | 5 ans |
| Hélène Ahrweiler                                                         | Hélène Ahrweiler (née en 1926)         | 1976    | 1981     | 5 ans |
| Pas de portrait sous licence libre disponible pour Pierre Bauchet.       | Pierre Bauchet (1924 - 2015)           | 1981    | 1982     | 1 an  |
| Pas de portrait sous licence libre disponible pour Jacques Soppelsa.     | Jacques Soppelsa (né en 1943)          | 1982    | 1989     | 7 ans |
| Pas de portrait sous licence libre disponible pour Georges Haddad.       | Georges Haddad (né en 1951)            | 1989    | 1994     | 5 ans |
| Pas de portrait sous licence libre disponible pour Yves Jégouzo.         | Yves Jégouzo (d) (né en 1940)          | 1994    | 1999     | 5 ans |
| Pas de portrait sous licence libre disponible pour Michel Kaplan.        | Michel Kaplan (né en 1946)             | 1999    | 2004     | 5 ans |
| Pas de portrait sous licence libre disponible pour Pierre-Yves Hénin.    | Pierre-Yves Hénin (né en 1946)         | 2004    | 2009     | 5 ans |
| Pas de portrait sous licence libre disponible pour Jean-Claude Colliard. | Jean-Claude Colliard (1946 - 2014)     | 2009    | 2012     | 3 ans |
| Philippe Boutry en 2013.                                                 | Philippe Boutry (né en 1954)           | 2012    | 2016     | 4 ans |
| Pas de portrait sous licence libre disponible pour Georges Haddad.       | Georges Haddad (né en 1951)            | 2016    | 2020     | 4 ans |
| Pas de portrait sous licence libre disponible pour Christine Neau-Leduc. | Christine Neau-Leduc (d) (née en 1972) | 2021    | En cours | 4 ans |

## Composantes

### Départements
Il y a dix départements, formés en unités de formation et de recherche (UFR), à l'université Paris-I-Panthéon-Sorbonne, répartis en trois domaines d'études :
- Sciences économiques et de gestion :

1. UFR02 - École d'économie de la Sorbonne (EES)
2. UFR06 - École de management de la Sorbonne (EMS) (gestion et économie d'entreprise)
3. UFR27 - UFR de mathématiques et informatique

- Sciences humaines :

1. UFR03 - École d'histoire de l'art et d'archéologie de la Sorbonne (EHAAS)
2. UFR04 - École des arts de la Sorbonne (EAS) (arts plastiques et sciences de l'art)
3. UFR08 - UFR de géographie (Institut de géographie)
4. UFR09 - École d'histoire de la Sorbonne (EHS)
5. UFR10 - UFR de philosophie

- Sciences juridiques et politiques :

1. UFR01 - École de droit de la Sorbonne (EDS)
2. UFR11 - École de science politique de la Sorbonne. Elle constitue en France la seule institution universitaire exclusivement vouée à l'enseignement de cette discipline.

### Instituts et établissements associés
Il y a également 10 instituts d'études et de recherches :
1. Institut de démographie de l'université Paris-I (IDUP)
2. Institut d'études du développement de la Sorbonne (IEDES)
3. Institut des sciences sociales du travail (ISST)
4. Institut de recherche et d'études supérieures du tourisme (IREST)
5. Institut d'administration économique et sociale (IAES)
6. Institut d'études du développement de la Sorbonne (IEDES)
7. Institut d'études judiciaires Jean-Domat (IEJ)
8. Institut des assurances de Paris (IAP)
9. Institut français de la communication (IFC)
10. Institut des études sur la guerre et la paix (IEGP)

Enfin, il y a également un établissement public associé :
1. Institut d'administration des entreprises de Paris (IAE Paris)

### Maison des sciences économiques
La Maison des sciences économiques (MSE) abrite les équipes de recherche de Paris-I travaillant dans le domaine de l'économie et des mathématiques appliquées depuis 1997. L'ensemble de ces quelque 300 chercheurs, des neuf unités de recherche et d'une unité de services, la plupart affiliées au CNRS, la diversité des thèmes abordés et des méthodes utilisées, donnent à cette Maison un caractère unique en France. S'y déroulent également les enseignements de masters, destinés à environ 300 étudiants.

## Localisation

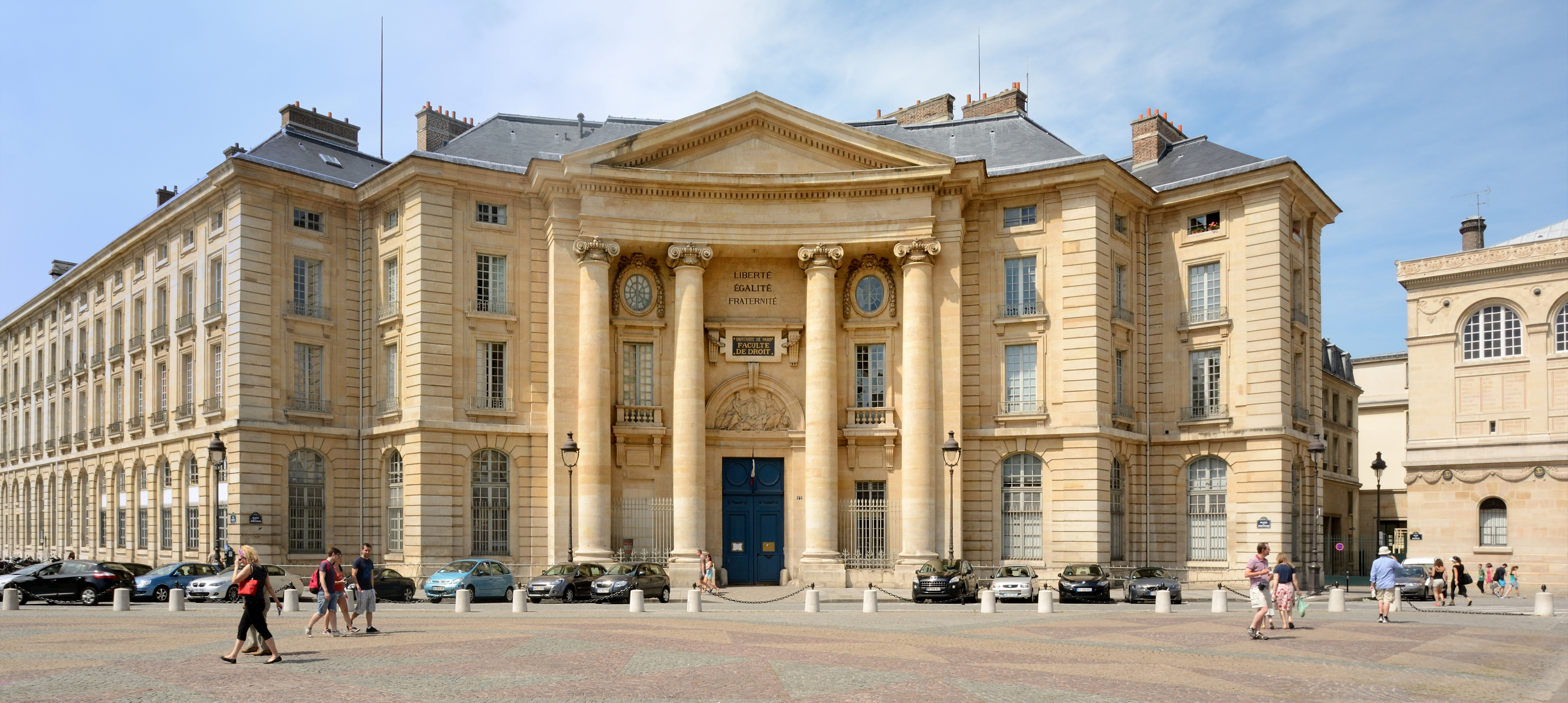
Centre Panthéon, siège de l'université et de l'École de droit de la Sorbonne.

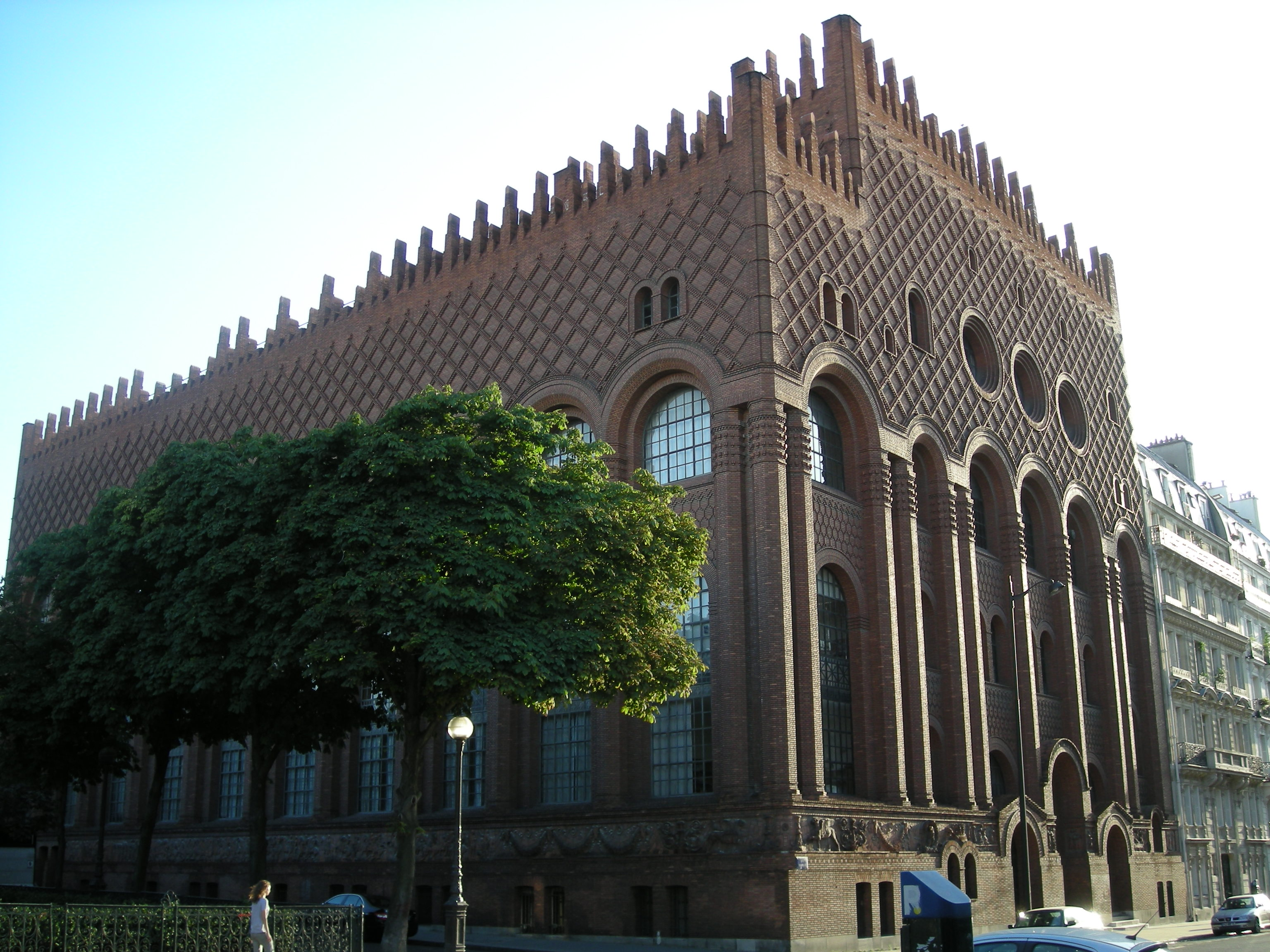
Centre Michelet, siège de l'École d'histoire de l'art et d'archéologie de la Sorbonne.

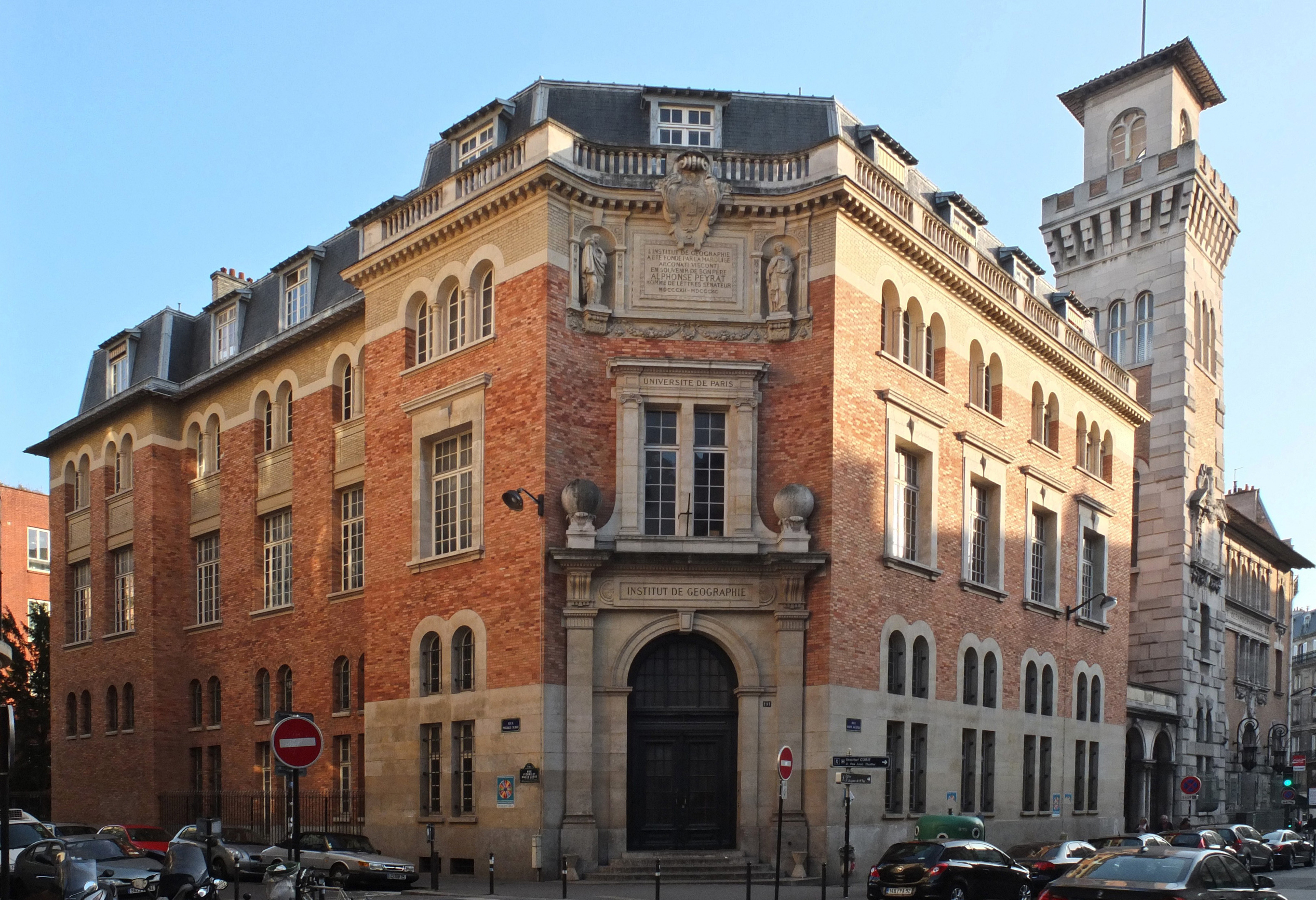
Institut de géographie, siège de l'UFR de géographie de l'université.

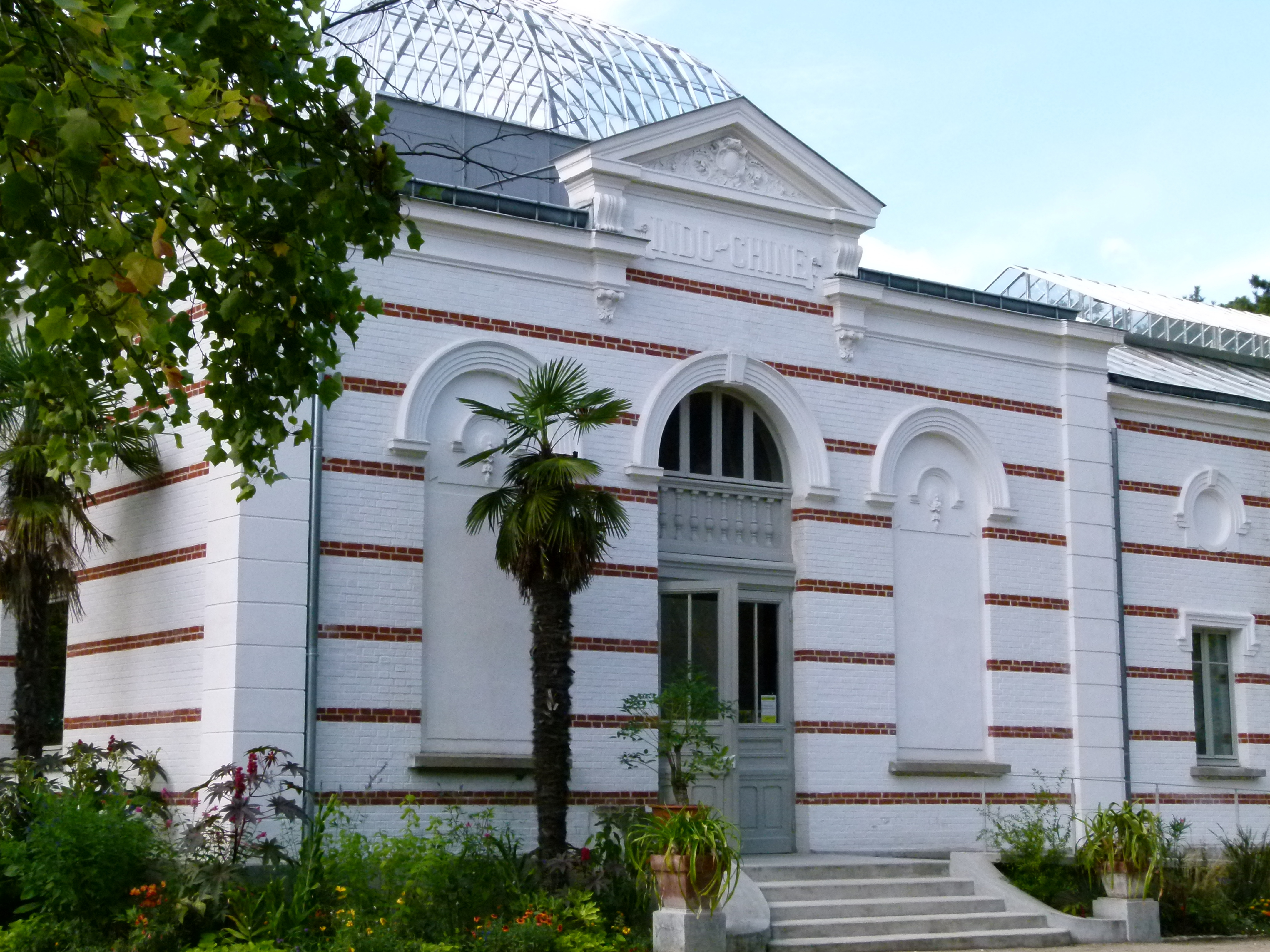
Pavillon de l'Indo-Chine du Jardin d'agronomie tropicale de Paris, où se situe l'Institut d'études du développement de la Sorbonne.

Le siège social et la présidence de l'université sont situés au 12, place du Panthéon, 75005 Paris. Le Panthéon est le site principal de l'université. Il abrite une partie de l'École de droit de la Sorbonne.
Les autres sites sont appelés annexes dans les statuts :
- La Sorbonne (place de la Sorbonne, 5e arrondissement de Paris)

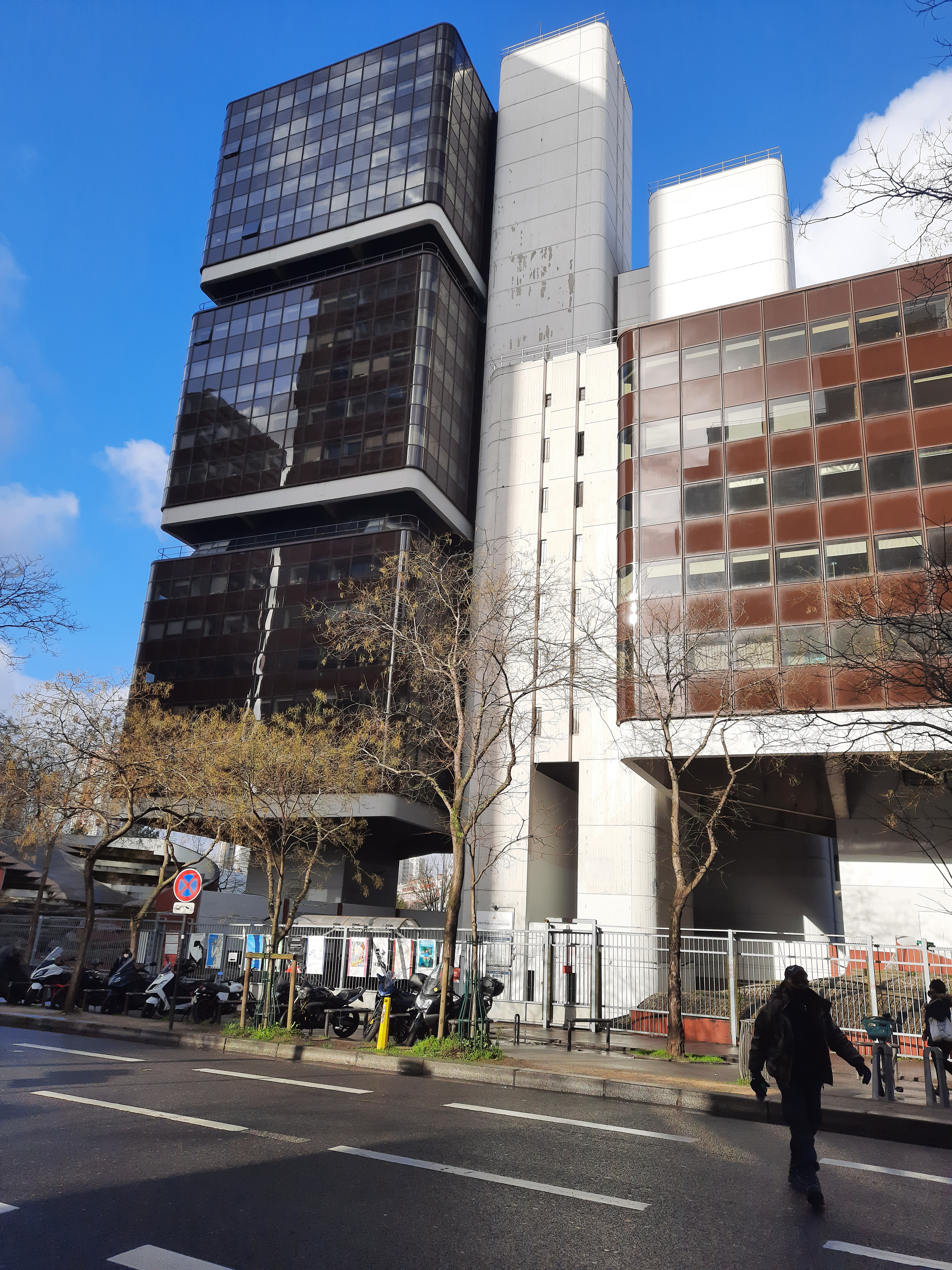
Le centre Pierre-Mendes-France, où ont lieu certains cours de licences des étudiants en économie, philosophie, histoire et histoire de l'art.

- Centre Pierre-Mendès-France (souvent appelé « Tolbiac », à ne pas confondre avec les locaux officiellement appelés « centre Tolbiac ») (13e arrondissement de Paris)
- Centre Tolbiac (17 rue de Tolbiac, 13e arrondissement de Paris)
- Centre Saint-Charles (15e arrondissement de Paris), site de l'École des arts de la Sorbonne
- Centre Michelet (Institut d'art et d'archéologie de Paris) (6e arrondissement de Paris)
- Centre Institut de géographie de Paris (5e arrondissement de Paris)
- Centre Institut océanographique de Paris (5e arrondissement de Paris)
- Campus Condorcet, porte de la Chapelle et à Aubervilliers
- Campus Port-Royal (13e arrondissement de Paris), site de l'École de droit de la Sorbonne, constitué du centre René-Cassin (17 rue Saint-Hippolyte) et du centre Lourcine (dans l'ancienne caserne Lourcine, 1 rue de la Glacière)[37]
- Centre Broca (5e arrondissement de Paris), site de la formation continue
- Centre Malher (rue Malher, 4e arrondissement de Paris)
- Centre Bourg-la-Reine (Institut des sciences sociales du travail)
- Centre René-Ginouvès (sur le campus l'université Paris-Nanterre), consacré à l'archéologie et à l'ethnologie[38]
- Centre du Jardin tropical de Paris (bois de Vincennes, 12e arrondissement de Paris), dédié à l'Institut d'études du développement de la Sorbonne
- Centre Vivienne (2 rue Vivienne, dans le 2e arrondissement)[39].
- Le Centre Marin-Mersenne « Maison de la Philosophie » (située 13 rue du Four, dans le 6e arrondissement), dont tous les étages, sauf le 4e, consacré à aux étudiants en aménagement et urbanisme[40],[41] de l'UFR 8, sont des laboratoires de l'UFR 10 consacrés à la recherche :
  - L'Institut d'histoire des sciences et des techniques (IHPST)
  - Le Centre d’histoire des philosophies modernes de la Sorbonne (HIPHIMO)[42]
  - Le Centre d'étude des techniques, des connaissances et des pratiques (CETCOPRA)[43]
  - Le Groupe de Recherches Antiquité, Moyen-Âge, Transmission Arabe (GRAMATA)[44]
  - L'Institut des sciences juridique et philosophique de la Sorbonne (ISJPS)[45]
- Centre Ulm (5e arrondissement de Paris)
- Maison des sciences économiques (13e arrondissement de Paris)
- Collège Sainte-Barbe (Institut de recherche juridique de la Sorbonne) (5e arrondissement de Paris).

## Enseignement et recherche

### Formation
L'université propose 22 licences, 418 master,, 10 doctorats et 17 doubles licences. Il existe en outre 3 licences professionnelles, 71 diplômes universitaires, 5 magistères et 84 masters 1. L'université propose 90 parcours en apprentissage, 3 licences professionnelles, 71 diplômes universitaires et 5 magistères. Un Collège de droit ouvre en 2017.

### Partenariats
L'université dispose de plus de 700 conventions d'échanges d'étudiants avec des établissements étrangers ainsi que des doubles cursus, particulièrement en droit :
- droits français et allemand[57] en partenariat avec l'université de Cologne
- droits français et américain[58] en partenariat avec les universités de Columbia et de Cornell à New York
- droits français et anglais[59] en partenariat avec Queen Mary University of London
- droits français et espagnol[60] en partenariat avec l'université de Madrid-Complutense
- droits français et italien[61] en partenariat avec l'université de Florence

Elle dispose de 215 accords Erasmus+ et 388 partenaires internationaux. 20 diplômes sont délocalisés.
Elle est la seule université française membre d'Una Europa.

### Recherche
Les activités de recherche sont confiées aux dix écoles doctorales :
- l'école doctorale d'économie
- l'école doctorale de management
- l'école doctorale de droit de la Sorbonne
- l'école doctorale de science politique
- l'école doctorale de philosophie
- l'école doctorale de géographie
- l'école doctorale d'archéologie
- l'école doctorale d'arts plastiques, esthétique & sciences de l'art
- l'école doctorale d'histoire
- l'école doctorale d'histoire de l'art

Les écoles doctorales sont composées de laboratoires de recherche administrés par une unité mixte de recherche (UMR).

## Classements

### QS World University Ranking[67]
En 2020, par discipline et matière :
- Arts et Sciences Humaines : 32e (1er en France)
  - Archéologie : 16e (1er en France)
  - Histoire : 34e (1er en France)
  - Histoire classique et ancienne: 13e (2e en France)
  - Geographie : 33e (1er en France)
  - Philosophie : 28e (2e en France)
  - Art et design : 101e-150e (4e en France)
  - Architecture : 151e-200e (1er en France)
  - Langues Modernes : 51e-100e (3e en France)
- Sciences sociales et management : 54e (3e en France)
  - Droit : 20e (1er en France)
  - Études de développement : 28e (1er en France)
  - Économie et économétrie : 51e-100e (3e en France)
  - Anthropologie : 51e-100e (2e en France)
  - Sciences politiques : 51e-100e (2e en France)
  - Comptabilité et finance : 101e-150e (6e en France)
  - Business et management : 101e-150e (8e en France)

### Times Higher Éducation[68]
En 2016, le Times Higher Education classait l'université au 91e-100e rang mondial et au troisième rang français.

### Classement capital.fr
En 2016, capital.fr la classait au 10e rang national en se fondant sur le taux d'insertion professionnel et le salaire[source insuffisante].

## Vie étudiante

### Vie associative
L'université accueille une centaine d'associations, thématiques ou liée à des diplômes.

### Évolution démographique
Évolution démographique de la population universitaire
| 1988   | 1989   | 1990   | 1991   | 1992   | 2000   | 2001   | 2002   |
| ------ | ------ | ------ | ------ | ------ | ------ | ------ | ------ |
| 29 909 | 30 708 | 31 750 | 32 410 | 33 037 | 35 950 | 36 222 | 37 452 |

| 2003   | 2004   | 2005   | 2006   | 2007   | 2008   | 2009   | 2010   |
| ------ | ------ | ------ | ------ | ------ | ------ | ------ | ------ |
| 38 473 | 39 552 | 38 310 | 37 057 | 35 632 | 34 868 | 35 543 | 35 391 |

| 2011   | 2012   | 2013   | 2014   | 2015   | 2016   | 2017   | 2018   |
| ------ | ------ | ------ | ------ | ------ | ------ | ------ | ------ |
| 36 809 | 38 115 | 37 941 | 38 924 | 38 308 | 39 035 | 40 176 | 42 049 |

| 2019   | 2020   | 2021   | 2022   | - | - | - | - |
| ------ | ------ | ------ | ------ | - | - | - | - |
| 42 066 | 43 440 | 43 884 | 42 700 | - | - | - | - |

## Patrimoine
L'université Paris-I-Panthéon-Sorbonne, comptant parmi les principales héritières de l'université de Paris, fut dotée à sa création, en 1971, d'un riche patrimoine culturel, composé de diverses collections et d'un parc immobilier remarquable.

### Patrimoine immobilier
Située historiquement au cœur du 5e arrondissement de Paris, l'université Panthéon-Sorbonne jouit d'un riche patrimoine architectural, tel la Sorbonne d'Henri-Paul Nénot, propriété de la ville de Paris, porteuse d'une riche histoire et décorée de nombreuses fresques réalisées au XIXe siècle par des artistes tels que Léon-François Comerre ou Marcel Baschet. L'université bénéficie également des locaux de l'ancienne faculté de droit de l'université de Paris, conçue par Jacques-Germain Soufflot, dont la cour d'honneur et les façades du bâtiment originel furent inscrites au titre des monuments historiques en 1926. Certains autres bâtiments occupés par l'université sont également classés au titre des monuments historiques, tels que l'Institut d'art et d'archéologie, conçu par Paul Bigot et classé depuis 1996, ou le collège Sainte-Barbe de l'architecte Louis-Ernest Lheureux classé en 1999. Dispersée dans Paris, l'université compte de nombreux bâtiments remarquables et continue son expansion.

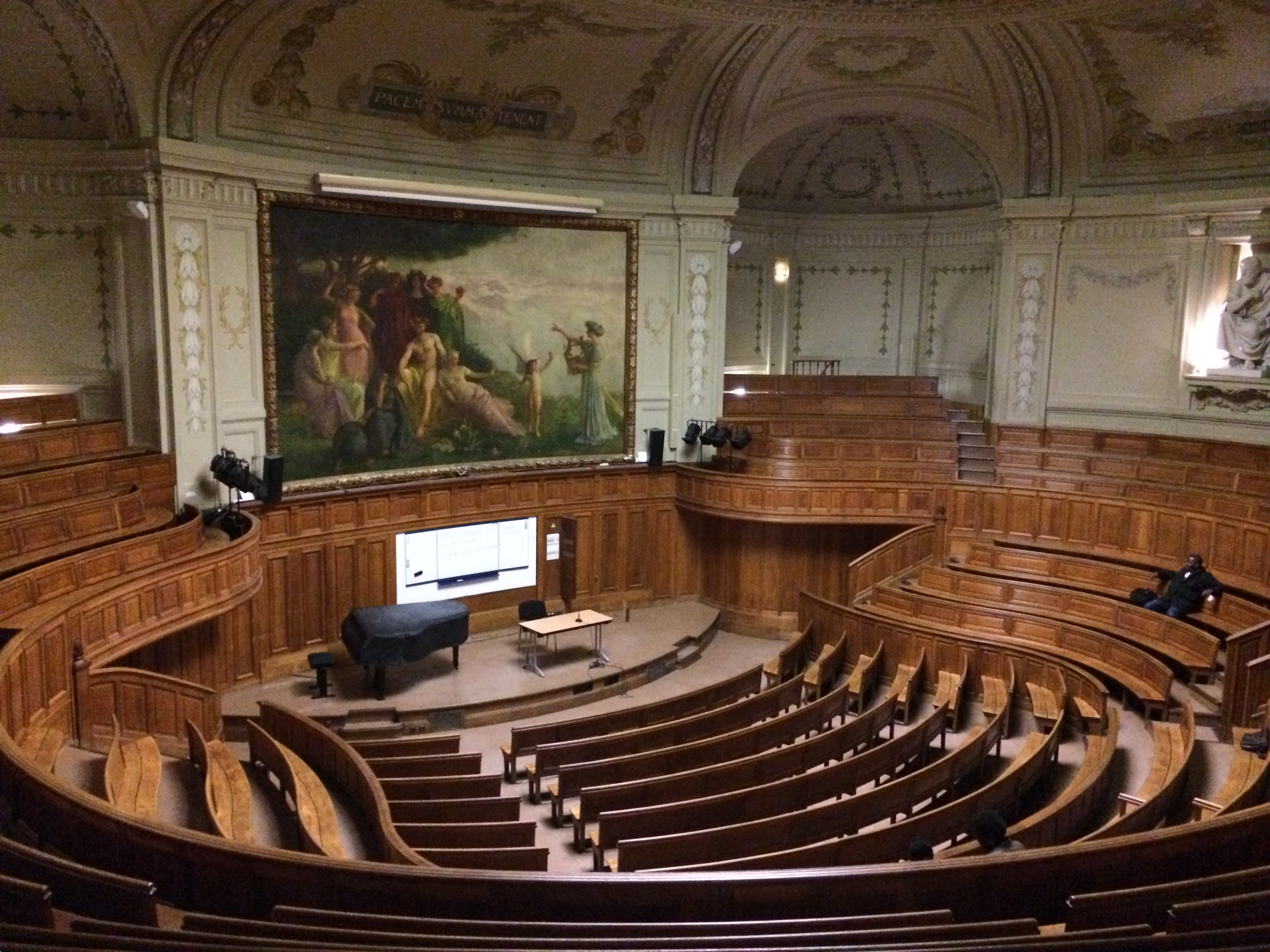
Amphithéâtre Richelieu, centre Sorbonne.
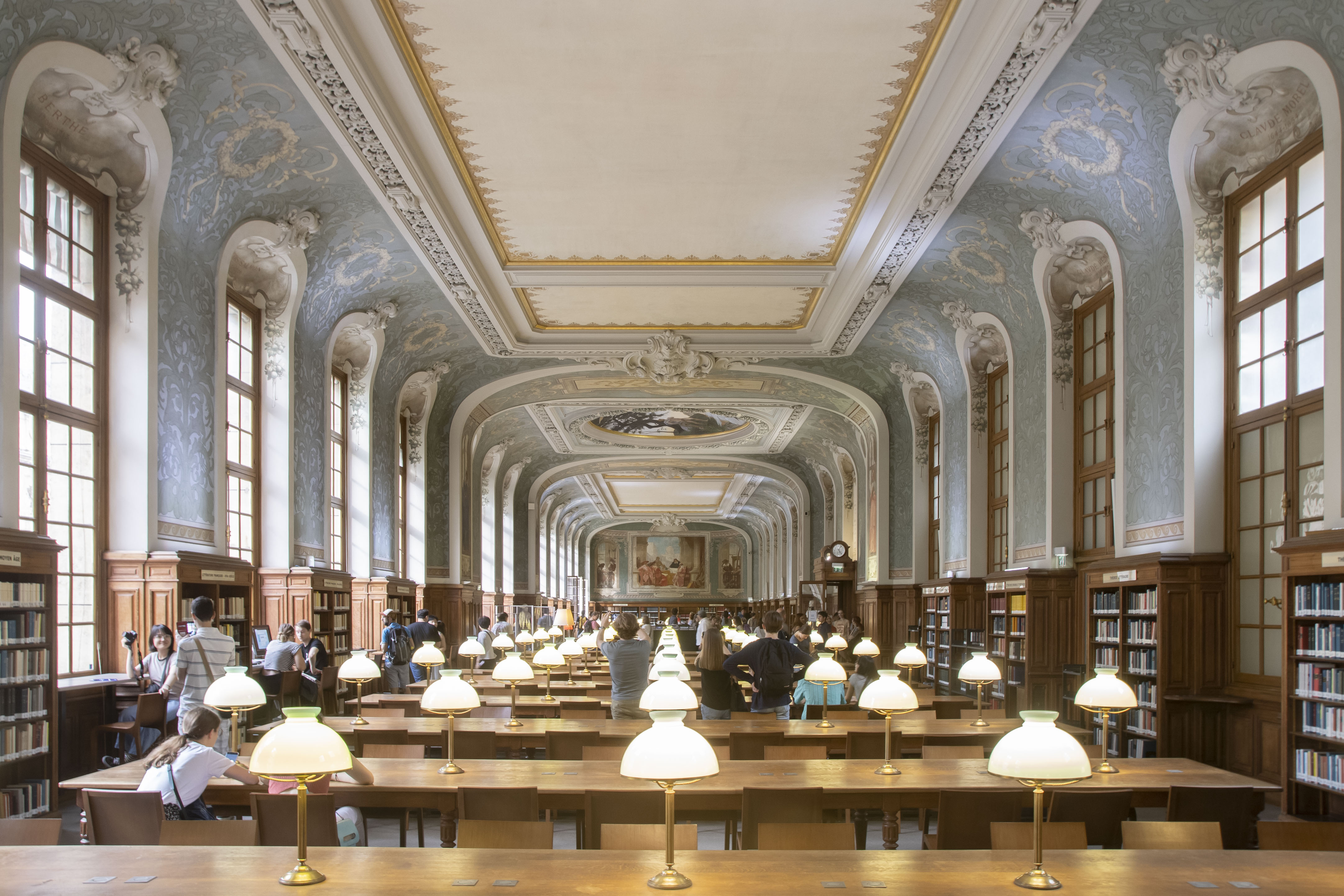
Salle Jacqueline-de-Romilly de la Bibliothèque de la Sorbonne.
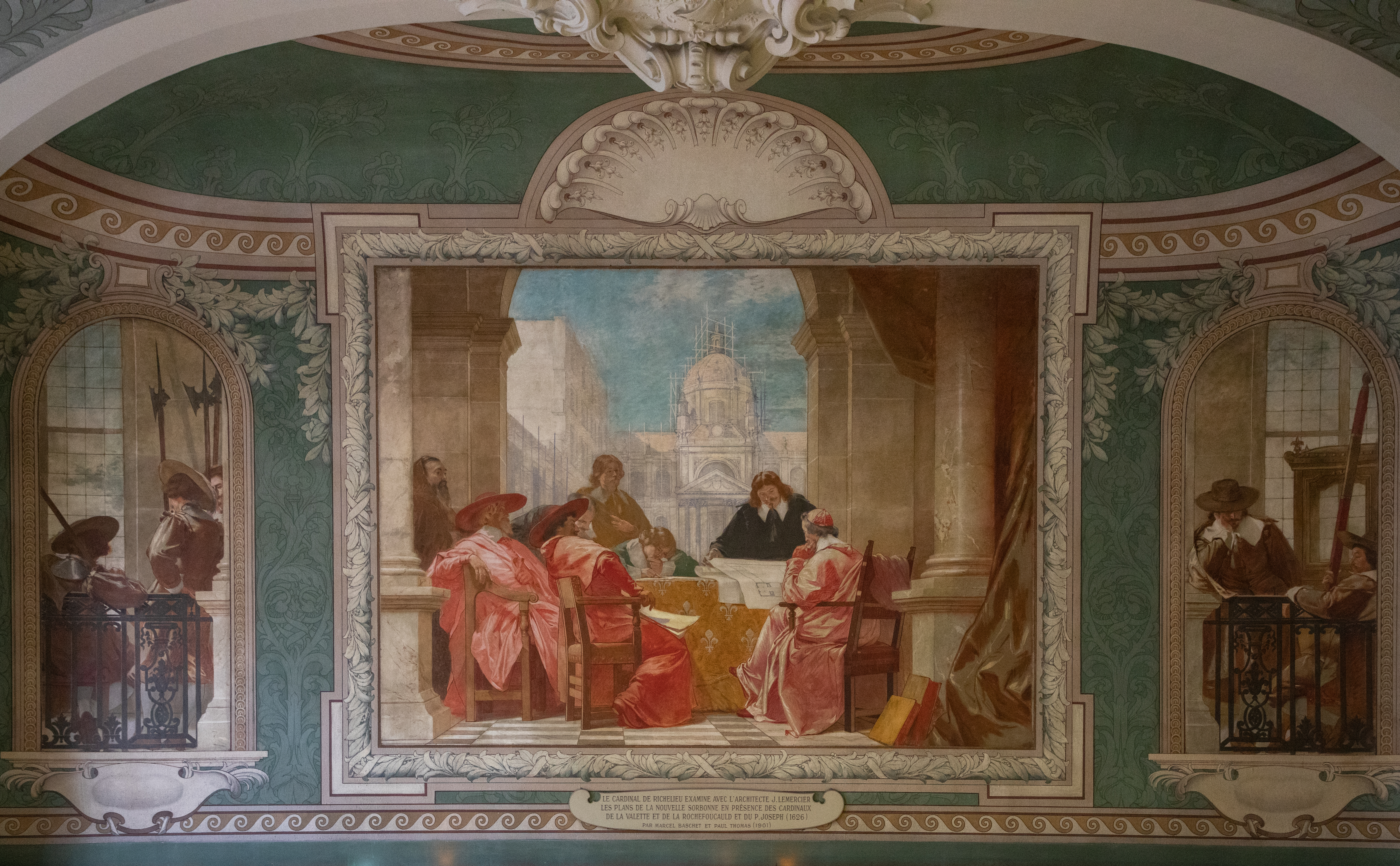
Peinture de Marcel Baschet dans la Bibliothèque de la Sorbonne.
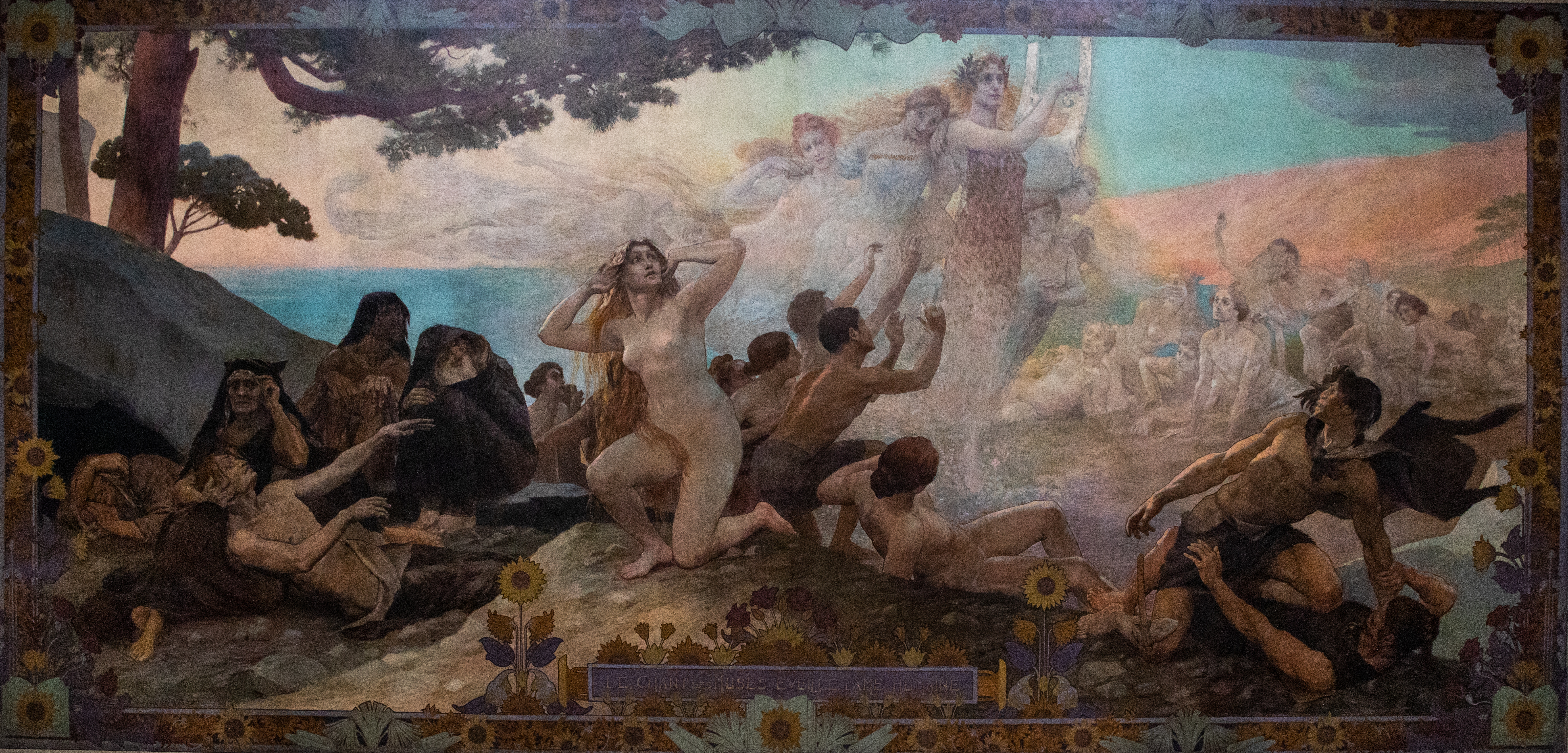
Fresque de Georges-Antoine Rochegrosse dans l'escalier d'honneur de la Bibliothèque de la Sorbonne.
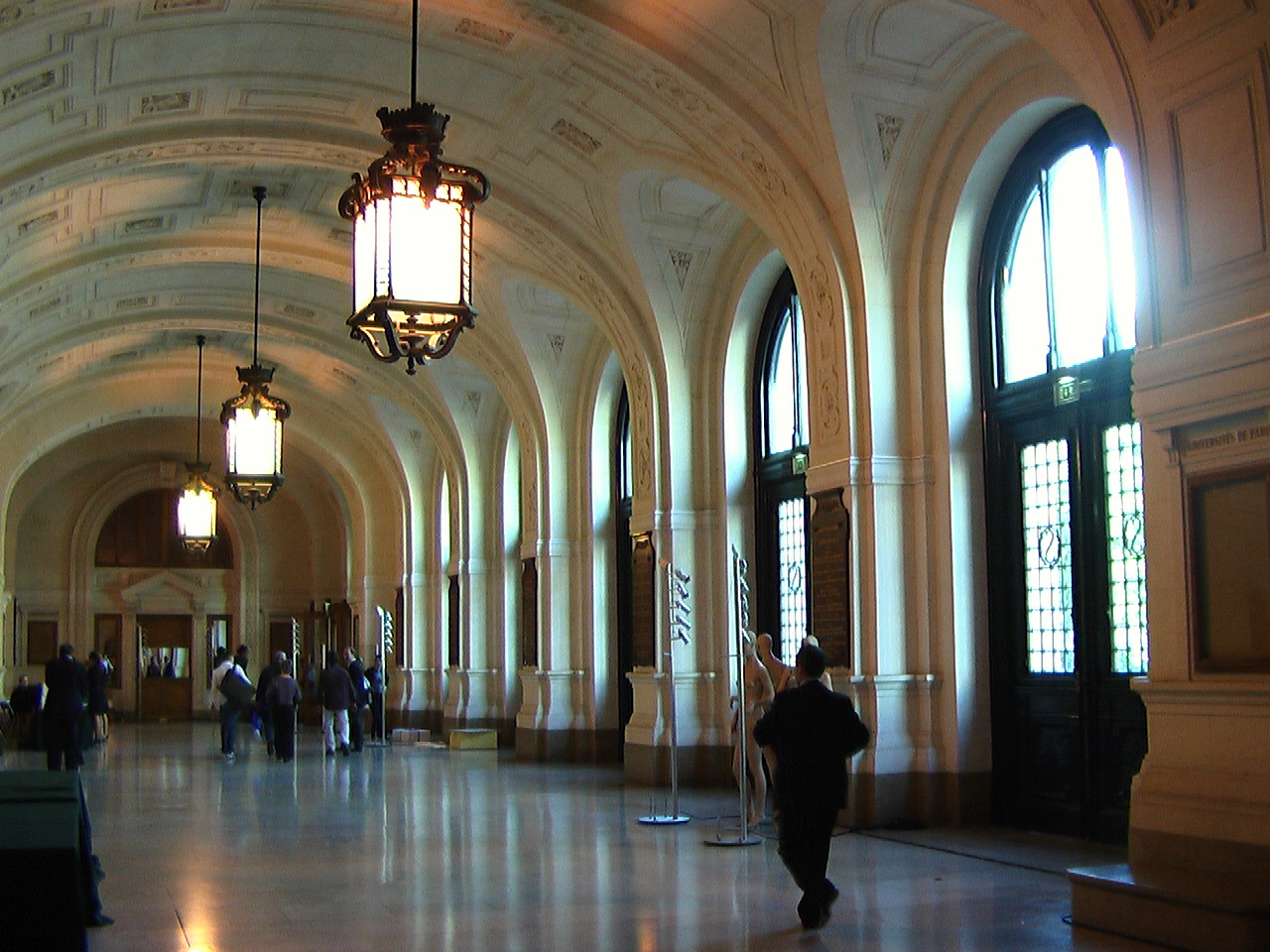
Grand hall de la Sorbonne.
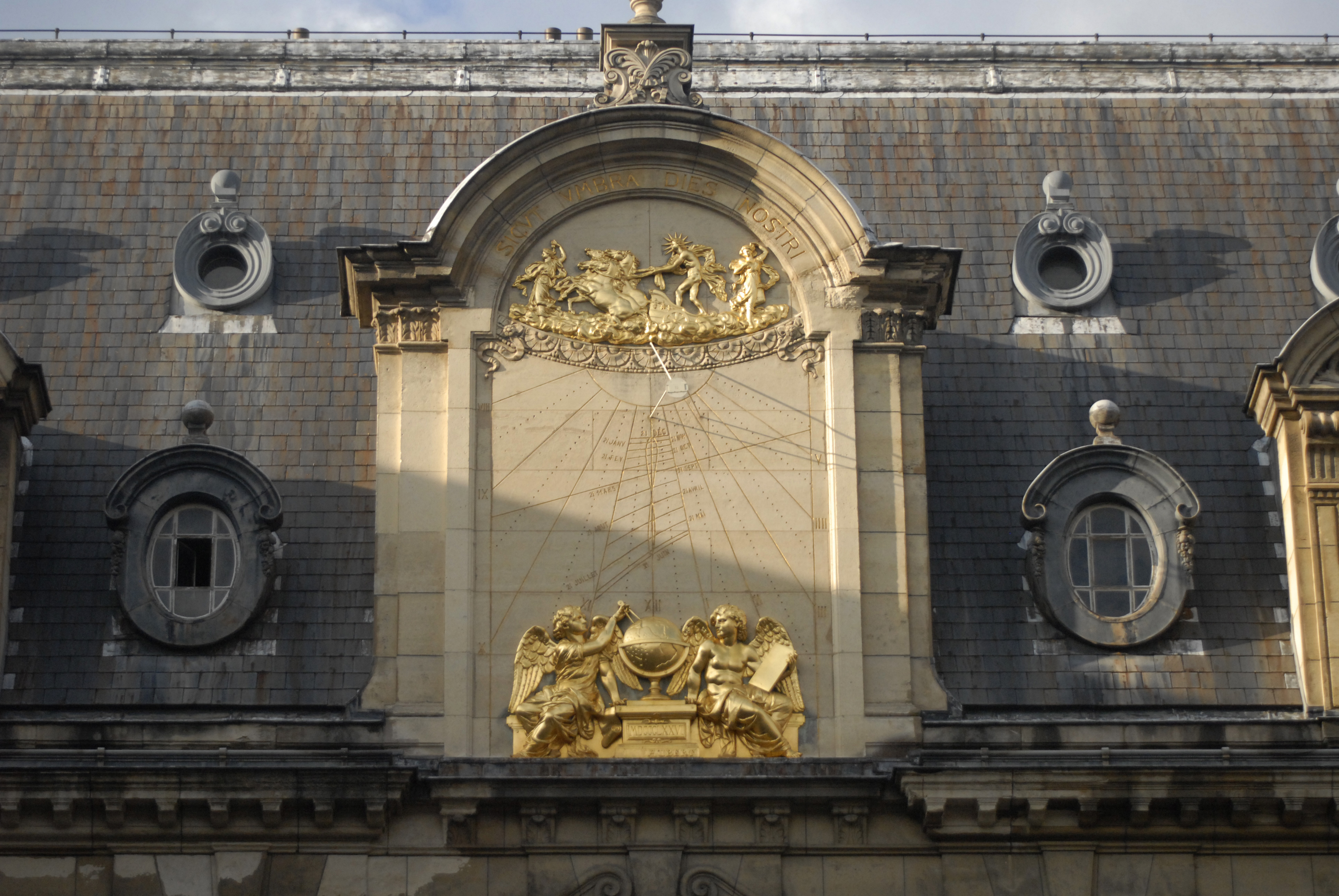
Cadran solaire de la cour d'honneur de la Sorbonne.
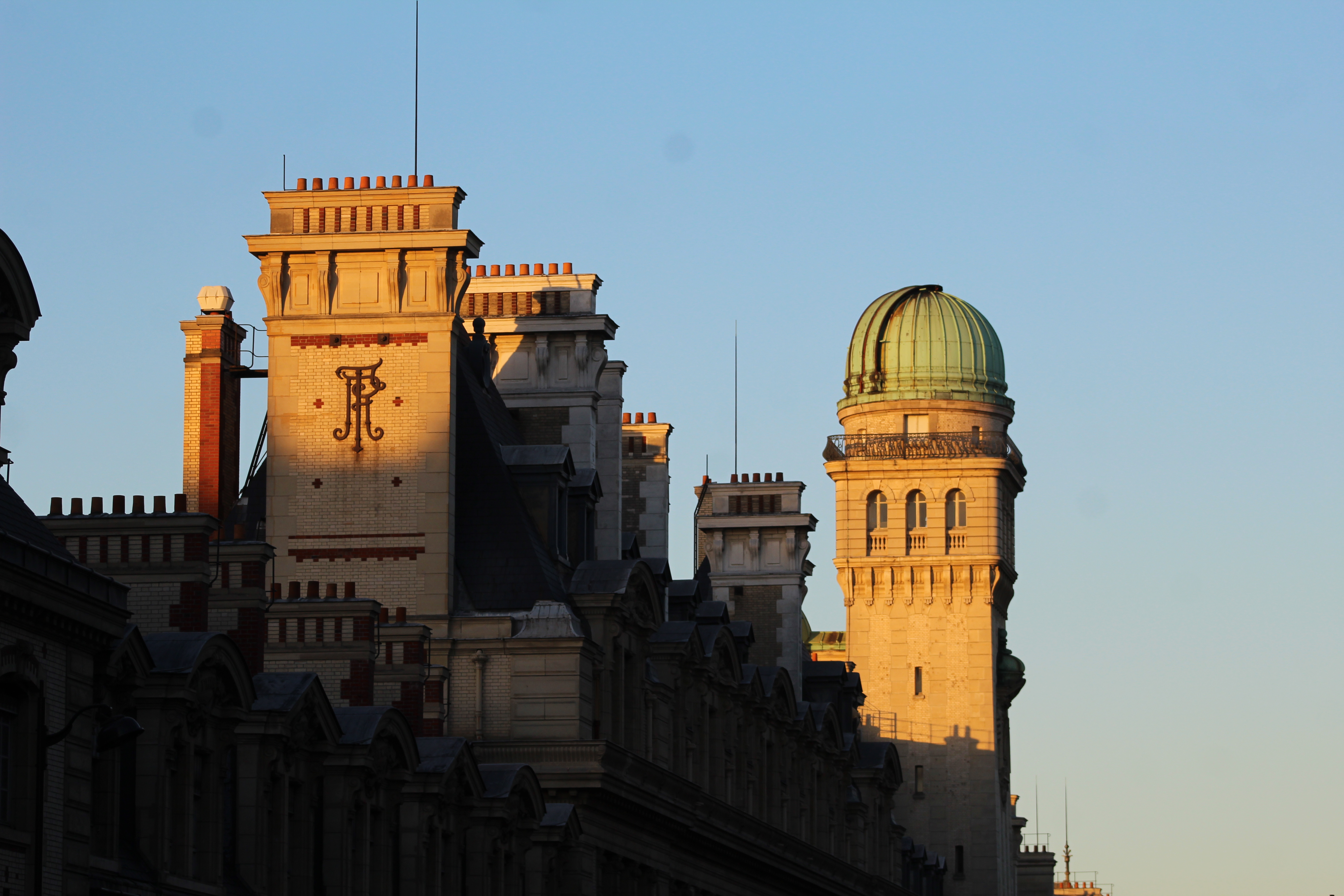
Tour de l'observatoire de la Sorbonne.
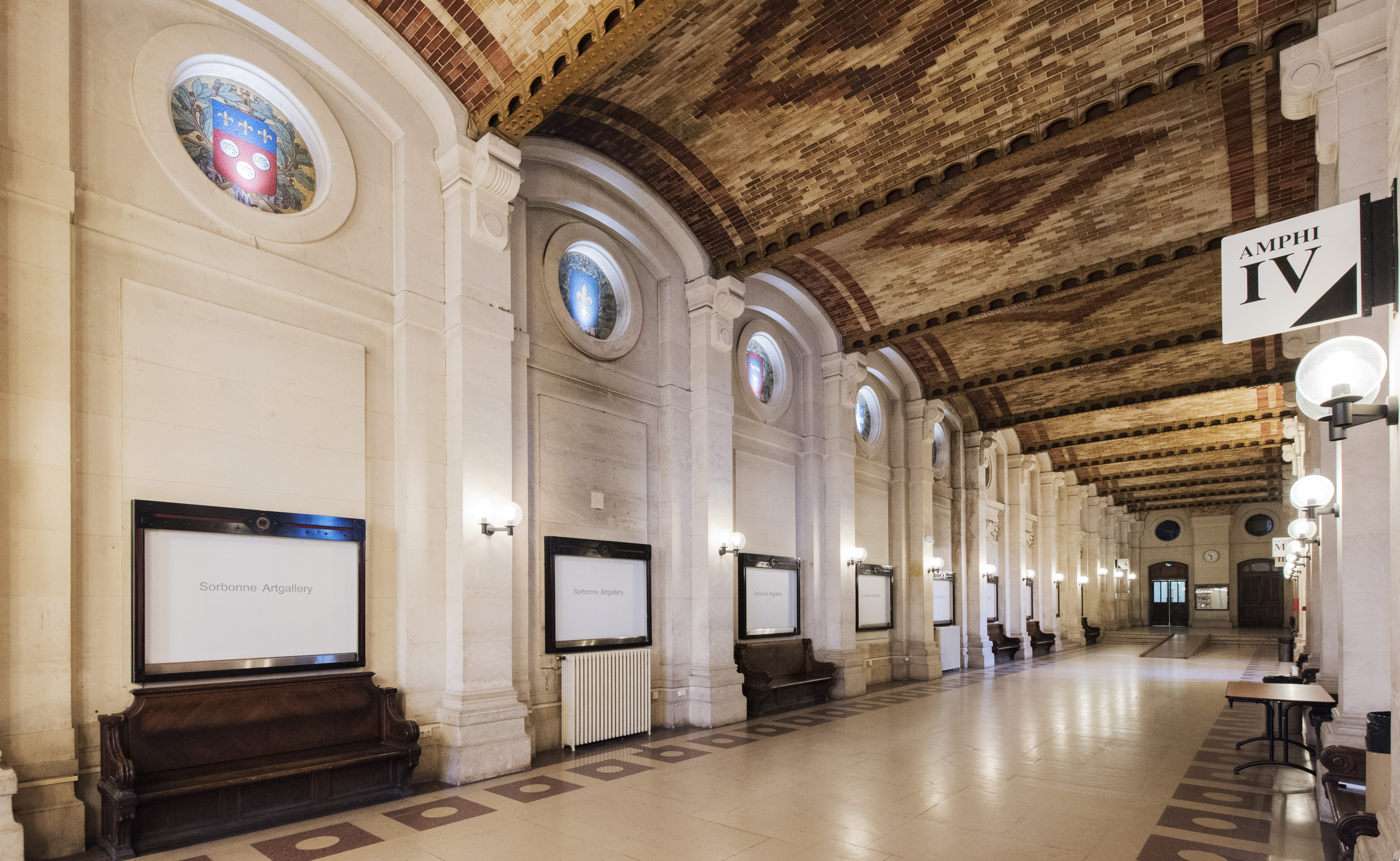
Galerie Soufflot du Centre Panthéon.
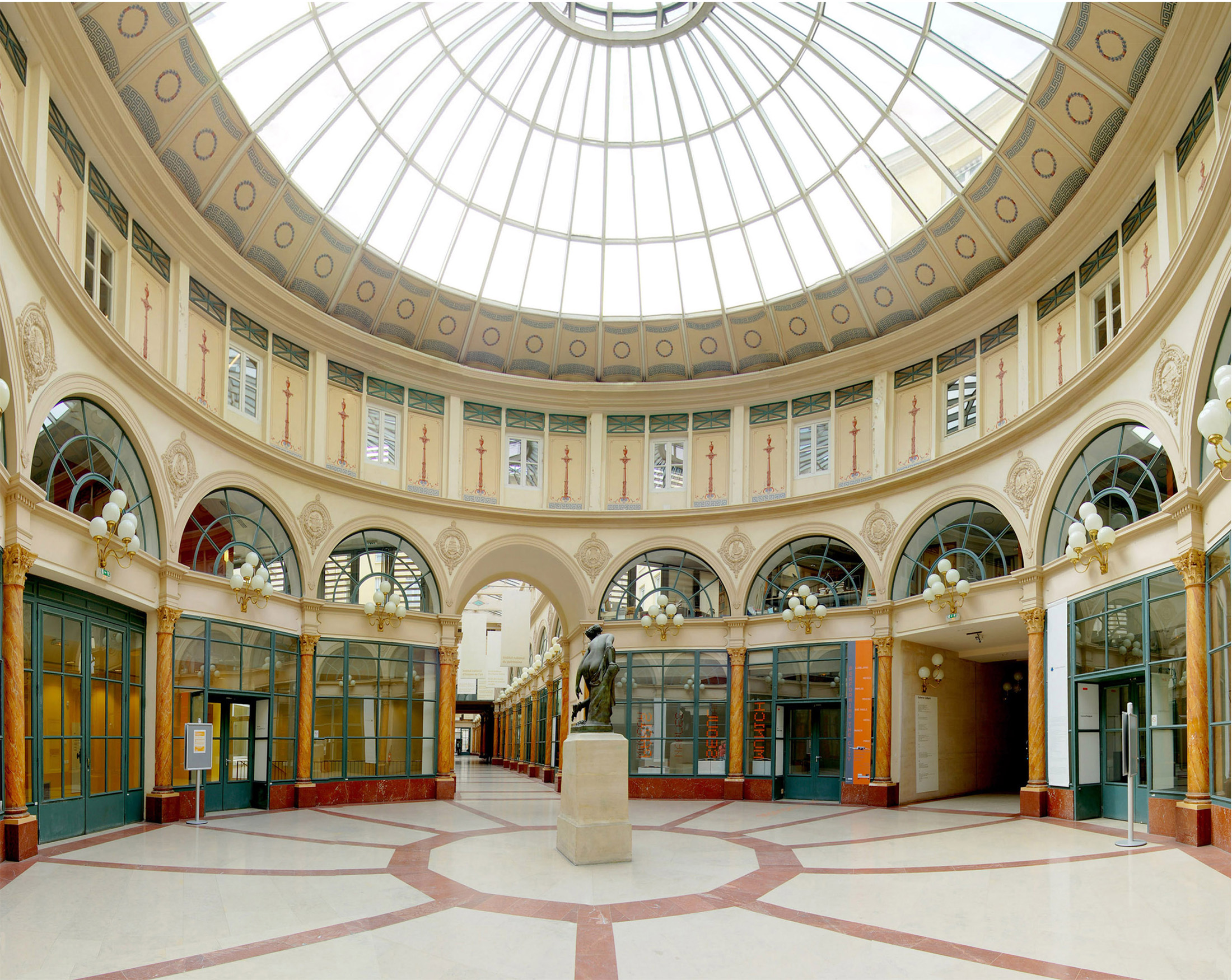
Galerie Colbert, en partie occupée par le département d’histoire de l’art de l'université.
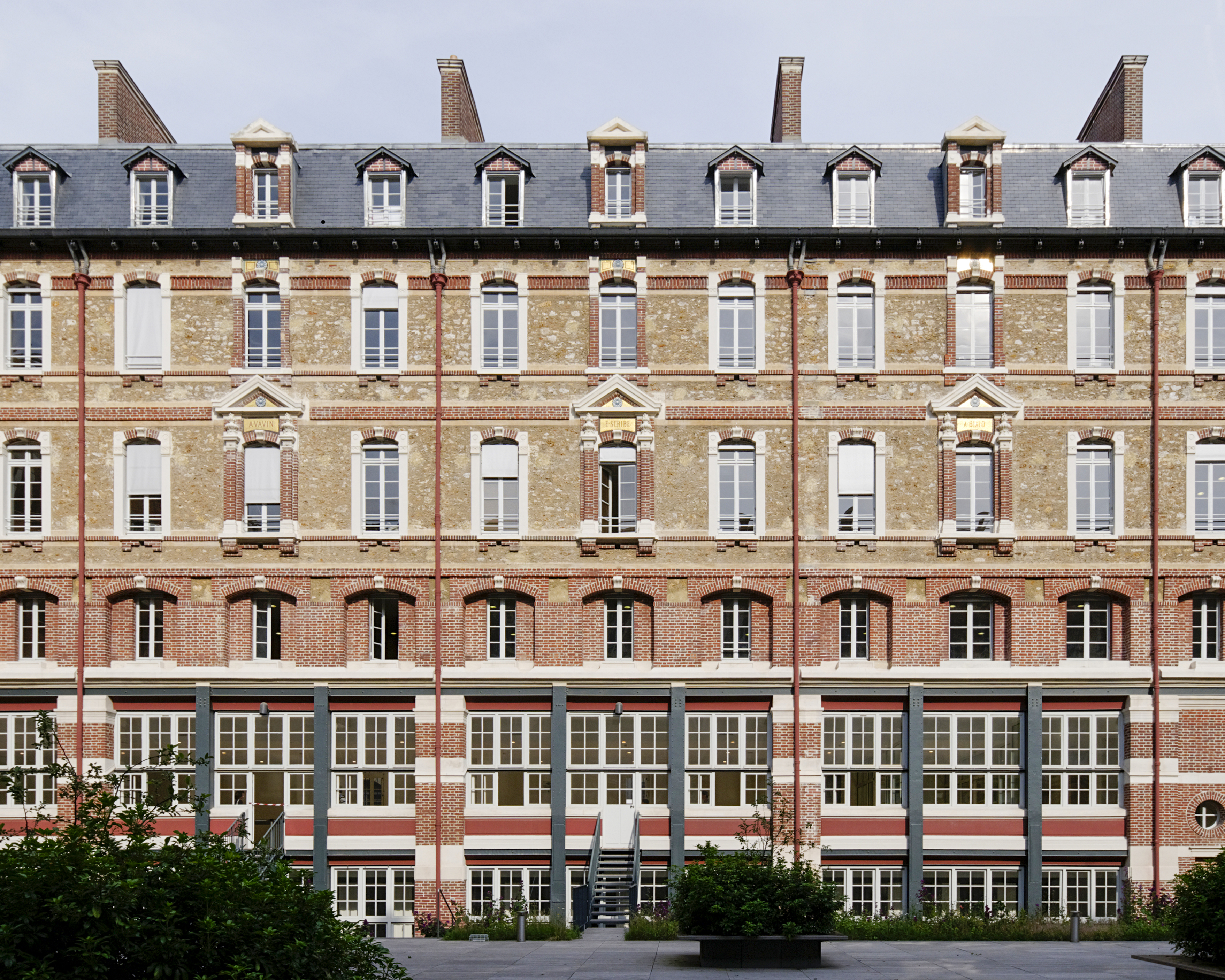
Façade du collège Sainte-Barbe, hébergeant l'Institut de recherche juridique de la Sorbonne.
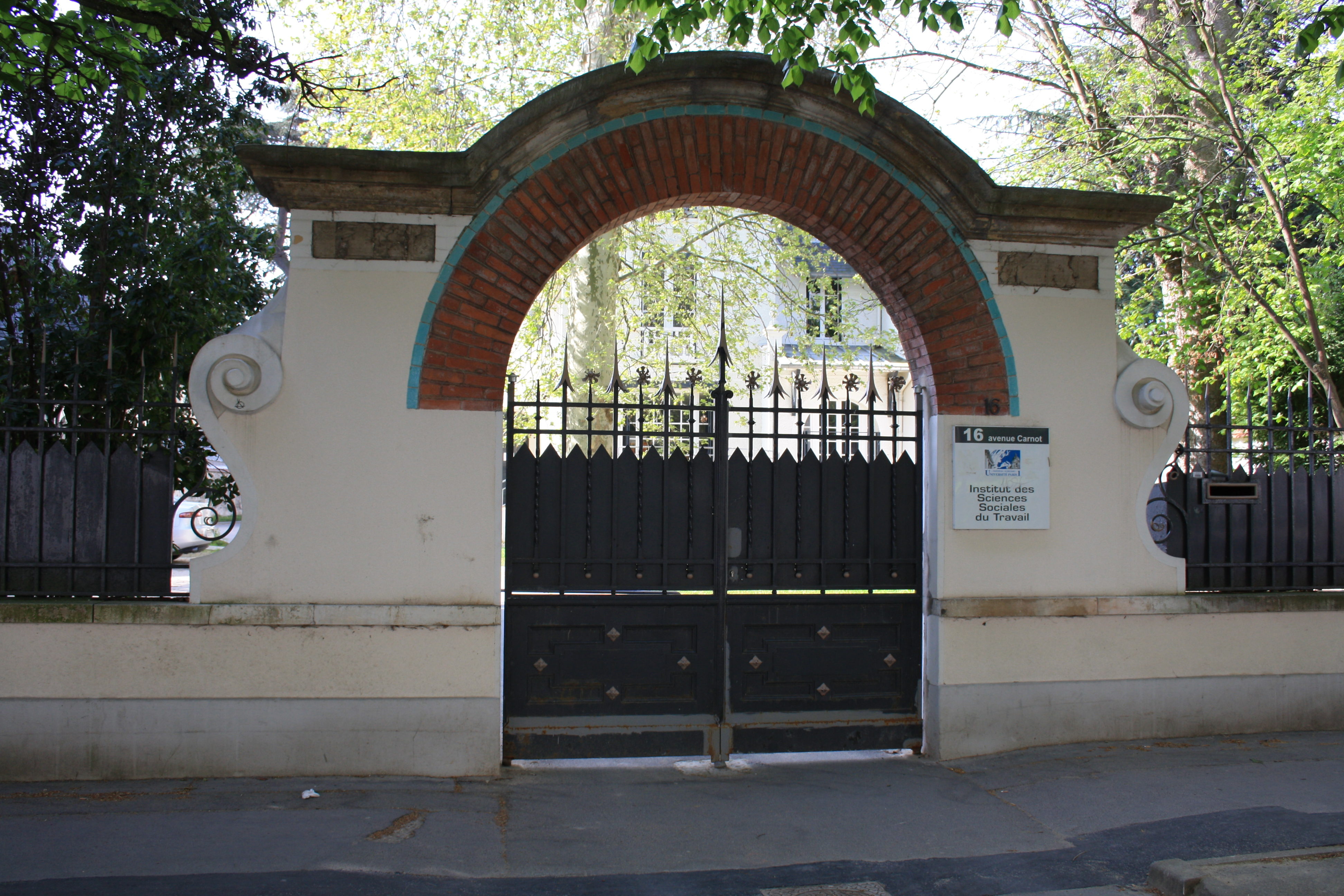
Institut des sciences sociales du travail, situé à Bourg-la-Reine.
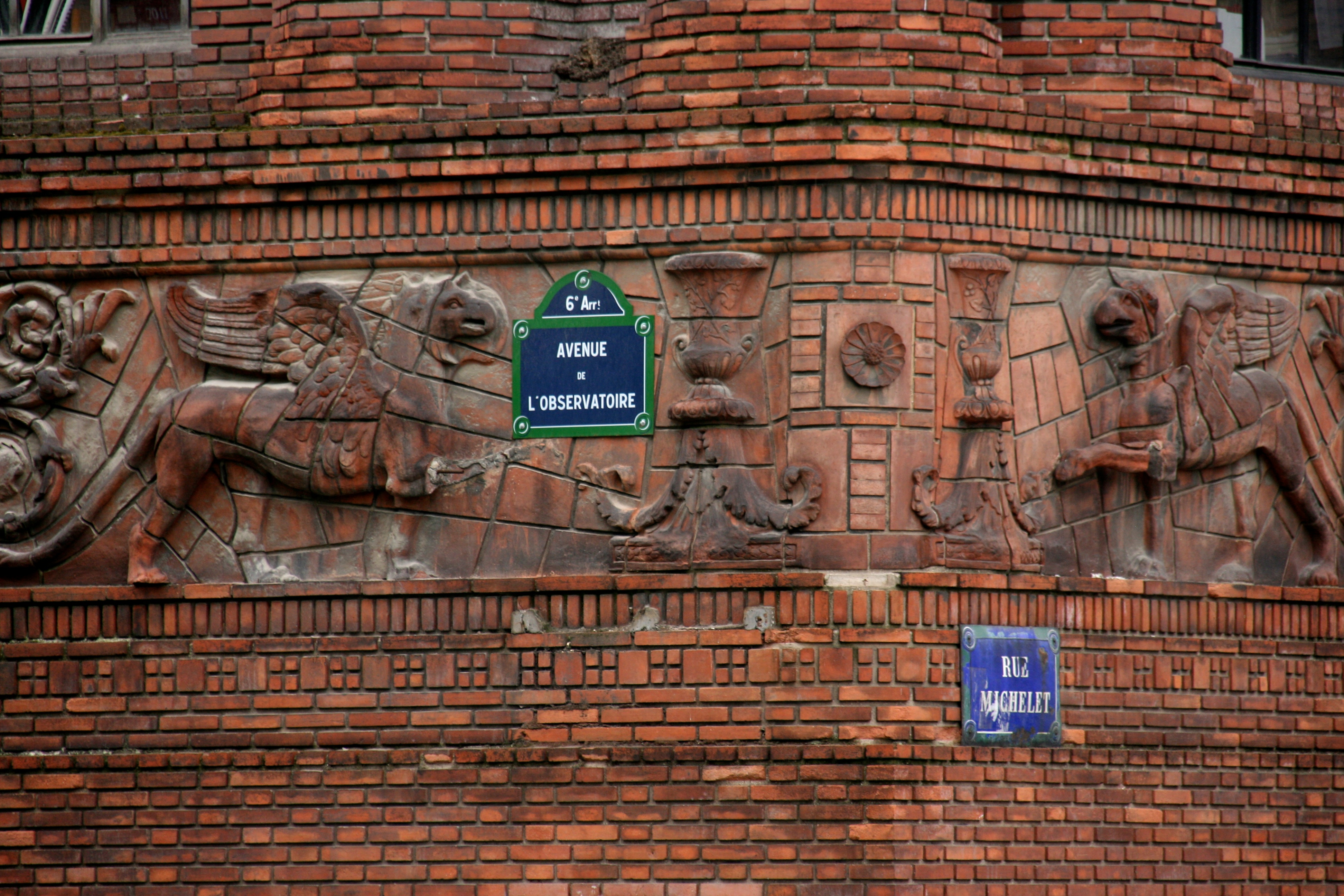
Détail mural de l'Institut d'art et d'archéologie

### Collections
L'université Paris-I-Panthéon-Sorbonne, héritière des collections scientifiques et pédagogiques constituées à partir du XIXe siècle au sein de l'université de Paris, compte un riche patrimoine divers et ancien d'œuvres antiques, de peintures, de photographies et de moulages. L'université a également enrichie ses collections, depuis sa fondation, en se dotant notamment d'œuvres contemporaines et en constituant une cinémathèque comptant aujourd'hui plus de 7000 titres.

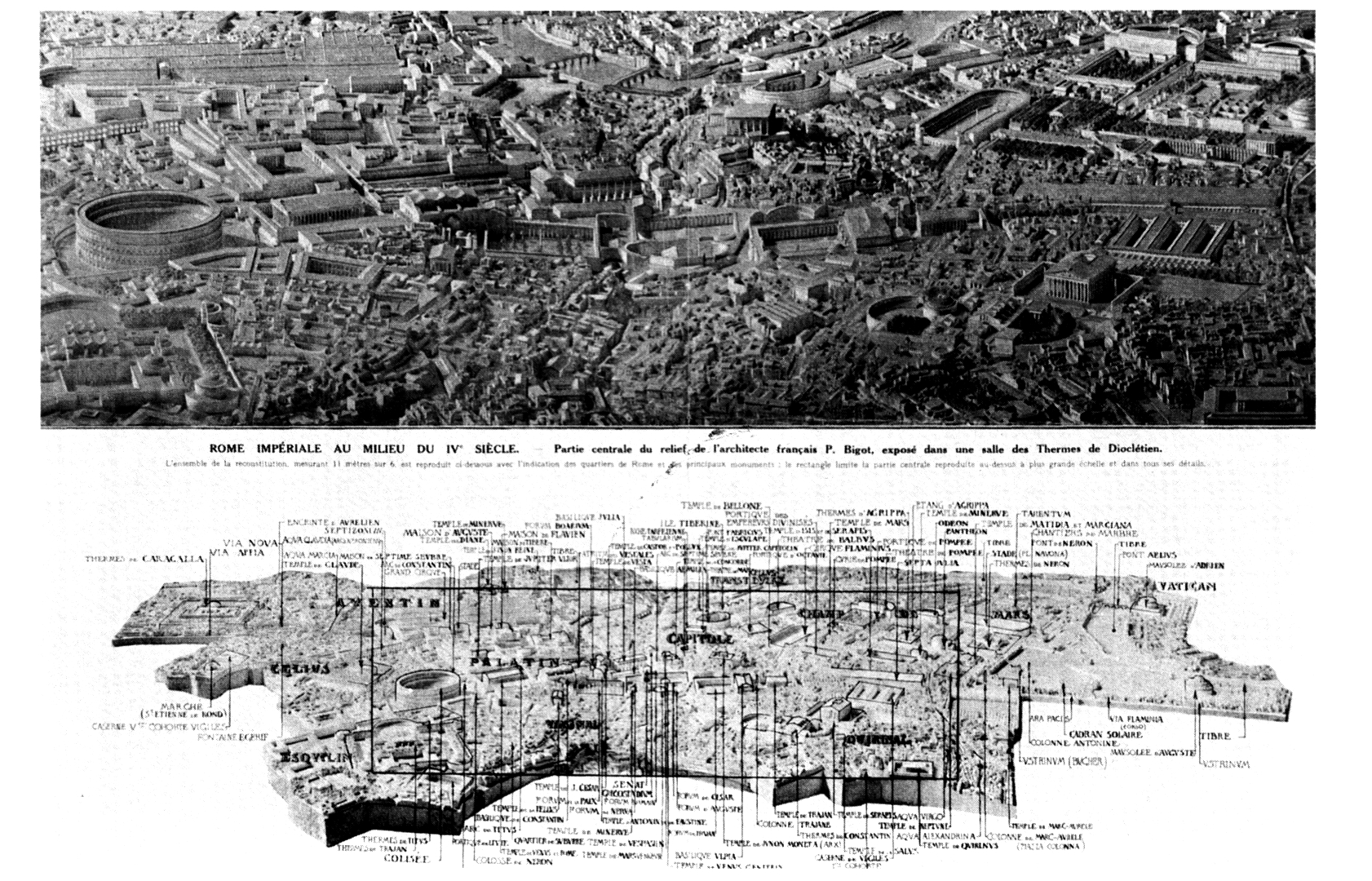
Plan de Rome de Paul Bigot abrité par l'École d’histoire de l’art et d'archéologie de la Sorbonne.

## Personnalités liées à l'université

### Enseignants

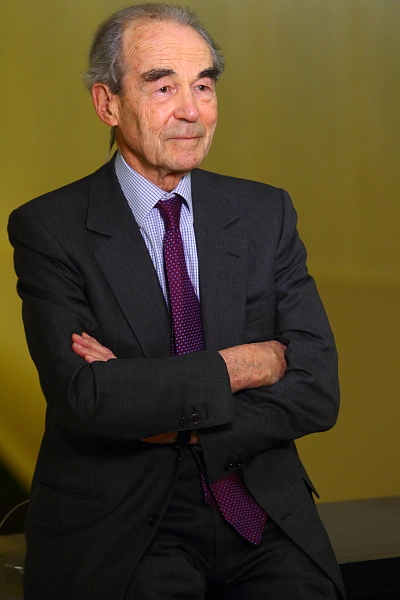
Robert Badinter, professeur émérite de droit, ancien président du Conseil constitutionnel et Garde des sceaux, ministre de la Justice.
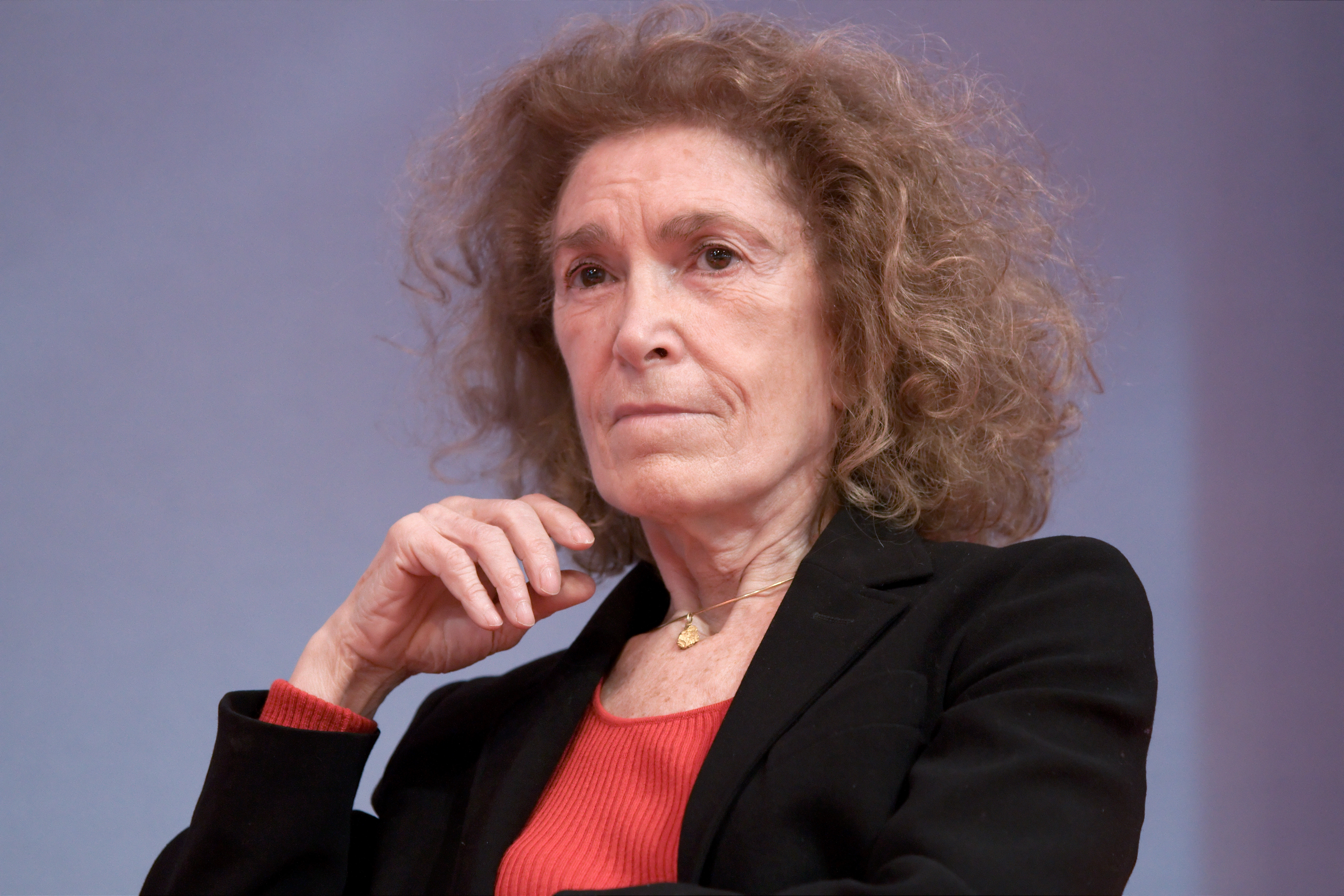
Mireille Delmas-Marty, professeure de droit et académicienne, ancienne professeure au Collège de France.
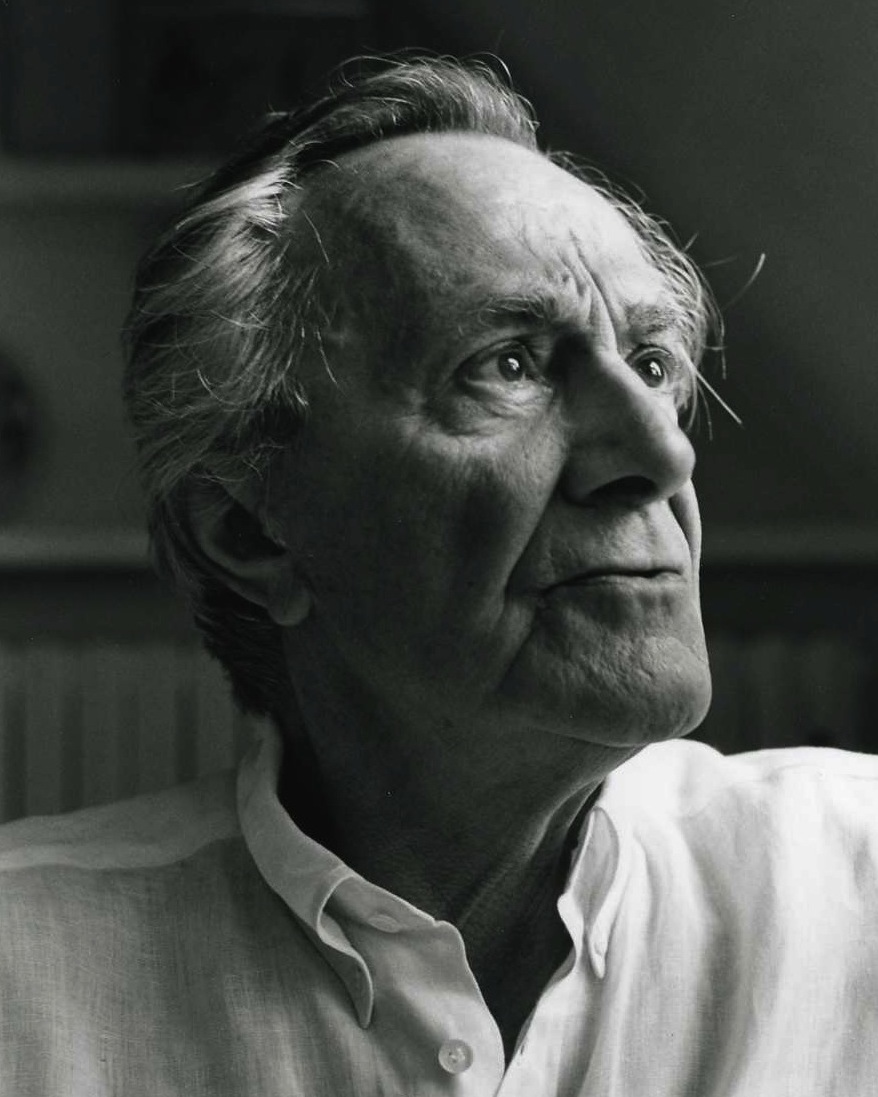
Jean-Francois Lyotard, professeur émérite de philosophie, fondateur du Collège international de philosophie.
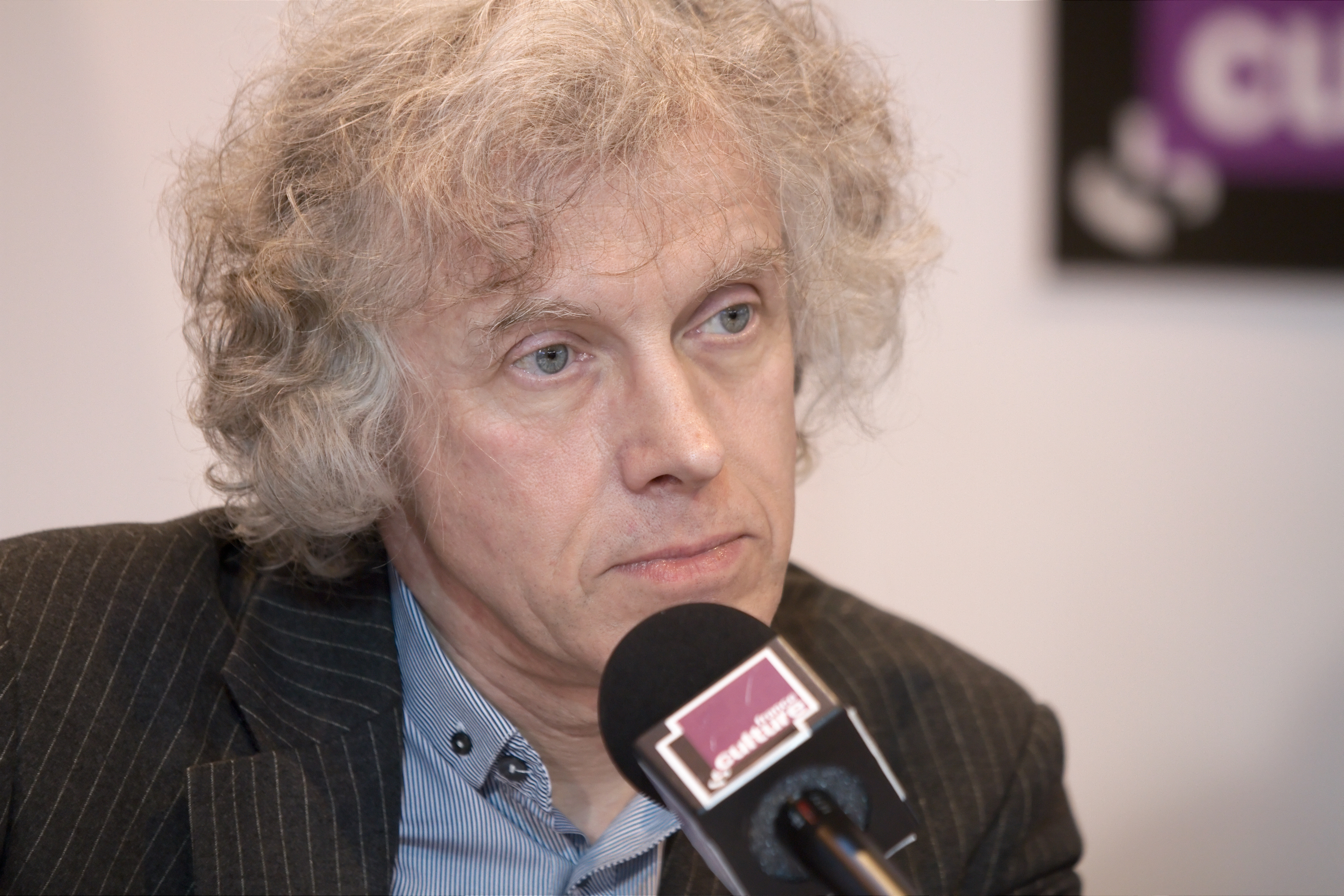
Pascal Ory, professeur d'histoire, membre de l'Académie française.
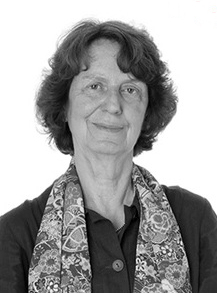
Catherine Larrère, professeure émérite de philosophie, figure de la philosophie de l'environnement.

#### Enseignants en droit et en science politique
- François Luchaire : ancien rédacteur de la Constitution du 4 octobre 1958, ancien membre du Conseil constitutionnel, résistant.
- Robert Badinter : professeur de droit (1974-1994), puis nommé professeur émérite. Sénateur (1995-2011), président du Conseil constitutionnel (1986-1995) et Garde des sceaux, ministre de la Justice (1981-1986), écrivain.
- Mireille Delmas-Marty : professeur de droit pénal, professeur au Collège de France.
- Jean-Claude Colliard : ancien membre du Conseil constitutionnel.
- Jean-Pierre Cot : professeur émérite de droit public, ministre délégué chargé de la coopération et du développement (1981–1982), président du groupe socialiste au Parlement européen (1989–1994) ; vice-président du Parlement européen (1997–1999). Depuis 2002, juge au Tribunal international du droit de la mer.
- Dominique Rousseau : professeur de droit constitutionnel et ancien membre du conseil supérieur de la magistrature entre 2002 et 2006.
- Bertrand Mathieu : professeur de droit public, conseiller d’État en service extraordinaire, ancien membre du comité « Balladur ».
- Jean Gicquel : professeur de droit public (droit constitutionnel), ancien membre du Conseil supérieur de la magistrature.
- Marie-Anne Cohendet : professeure de droit public, enseigne le droit constitutionnel et le droit de l'environnement.
- Anne Levade : professeur de droit public, ancien membre du comité « Balladur », membre du collège de la HATVP.
- Michèle Alliot-Marie : maître de conférences en droit public, ancienne directrice de l'UFR de science politique, ancienne ministre (Défense, Intérieur, Justice et Affaires étrangères) et ancienne députée UMP à l'Assemblée nationale.
- Jeannette Bougrab : maître de conférences en droit public, ancienne secrétaire d’État à la Jeunesse.
- Louis Gautier (haut fonctionnaire) : enseigne la politique de défense de la France en science politique.
- Gilles Dorronsoro : professeur en science politique, enseigne la sociologie des guerres civiles.

#### Enseignants en économie et gestion
- Patrick Artus: professeur associé d'économie, directeur des études économiques de Natixis, membre du CAE, du Cercle des économistes et membre de la Commission économique de la Nation
- Daniel Cohen : professeur d'économie, éditorialiste au journal Le Monde
- Christian de Boissieu : Professeur d'économie, spécialiste de questions monétaires et bancaires, président du CAE, membre du Cercle des économistes et membre du Collège de l'AMF.
- Agnès Benassy-Quéré : Professeur d'économie, membre du Cercle des économistes1 et présidente-déléguée au CAE. Couronnée par le Prix du meilleur jeune économiste de France en 2000.
- Bruno Amable : Professeur d'économie qui s'est principalement consacré à l'étude du néo-libéralisme, et notamment de ses relations avec l'innovation, et à l'analyse des diverses formes du capitalisme dans les pays développés. Son nom est associé à une typologie des « cinq capitalismes ».
- Gunther Cappelle-Blancard : Professeur d'économie, il préside la Commission « Système financier et financement de l'économie » du Conseil national de l'information statistique (Cnis). Il est également membre du Conseil scientifique de l'Autorité des marchés financiers.

#### Enseignants en sciences humaines et sociales
- Jean-Baptiste Brenet, professeur d'histoire de la philosophie, spécialiste d'Averroès.
- Geneviève Bührer-Thierry, professeure d'histoire du Moyen Âge de 2014 à 2024.
- François Chausson, professeur d'histoire romaine.
- Luc Ferry, ancien chargé de cours de philosophie, ancien ministre de l’Éducation nationale, de l'Enseignement supérieur et de la Recherche.
- Claude Gauvard, professeure d'histoire du Moyen Âge de 1998 à 2009.
- Dominique Kalifa (1957-2020), professeur d'histoire contemporaine.
- Olga Kisseleva, maître de conférence à l'École des arts de la Sorbonne, artiste internationale, prix Art&Science du CNRS 2012.
- Sylvie Joye, professeure d'histoire du Moyen Âge.
- Régine Le Jan, professeure d'histoire du Moyen Âge de 2002 à 2014.
- Olivier Mattéoni, professeur d'histoire du Moyen Âge.
- Florian Mazel, professeur d'histoire du Moyen Âge.
- Daniel Roche, professeur d'histoire moderne, spécialiste du XVIIIe siècle, ensuite professeur au Collège de France.
- Pierre Singaravélou, professeur d'Histoire contemporaine, spécialiste des empires coloniaux et de la mondialisation.
- Jacques Soppelsa, professeur de géopolitique, président de la Fédération mondiale de rugby à XIII.
- Michel Serres, professeur d'histoire des sciences, philosophe, membre de l'Académie française.
- Arnaud Teyssier, inspecteur général de l'administration et historien.

### Étudiants

Jean-François Jarrige, archéologue, protohistorien et président du musée national des Arts asiatiques-Guimet.
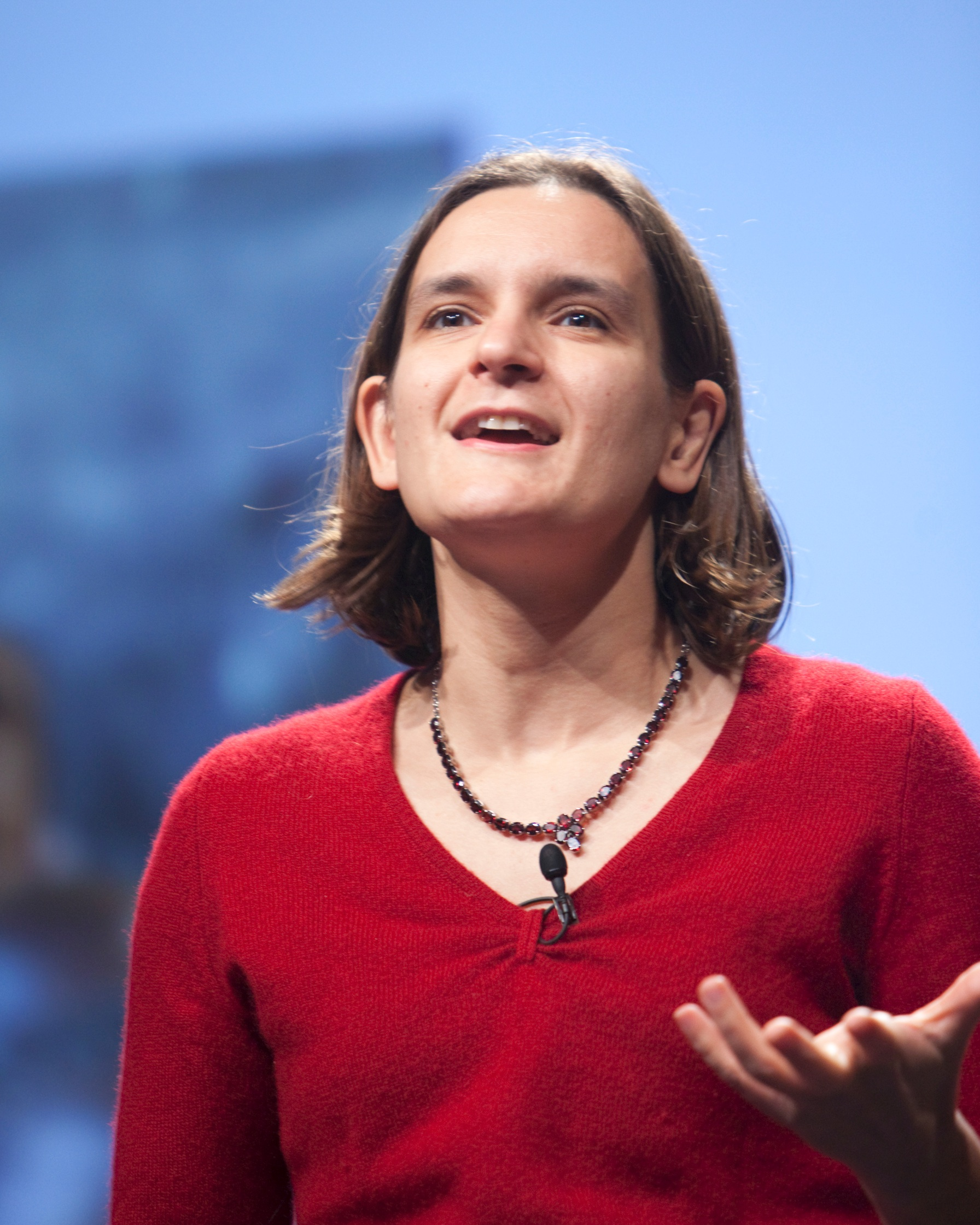
Esther Duflo, professeure d'économie, prix Nobel d'économie 2019.
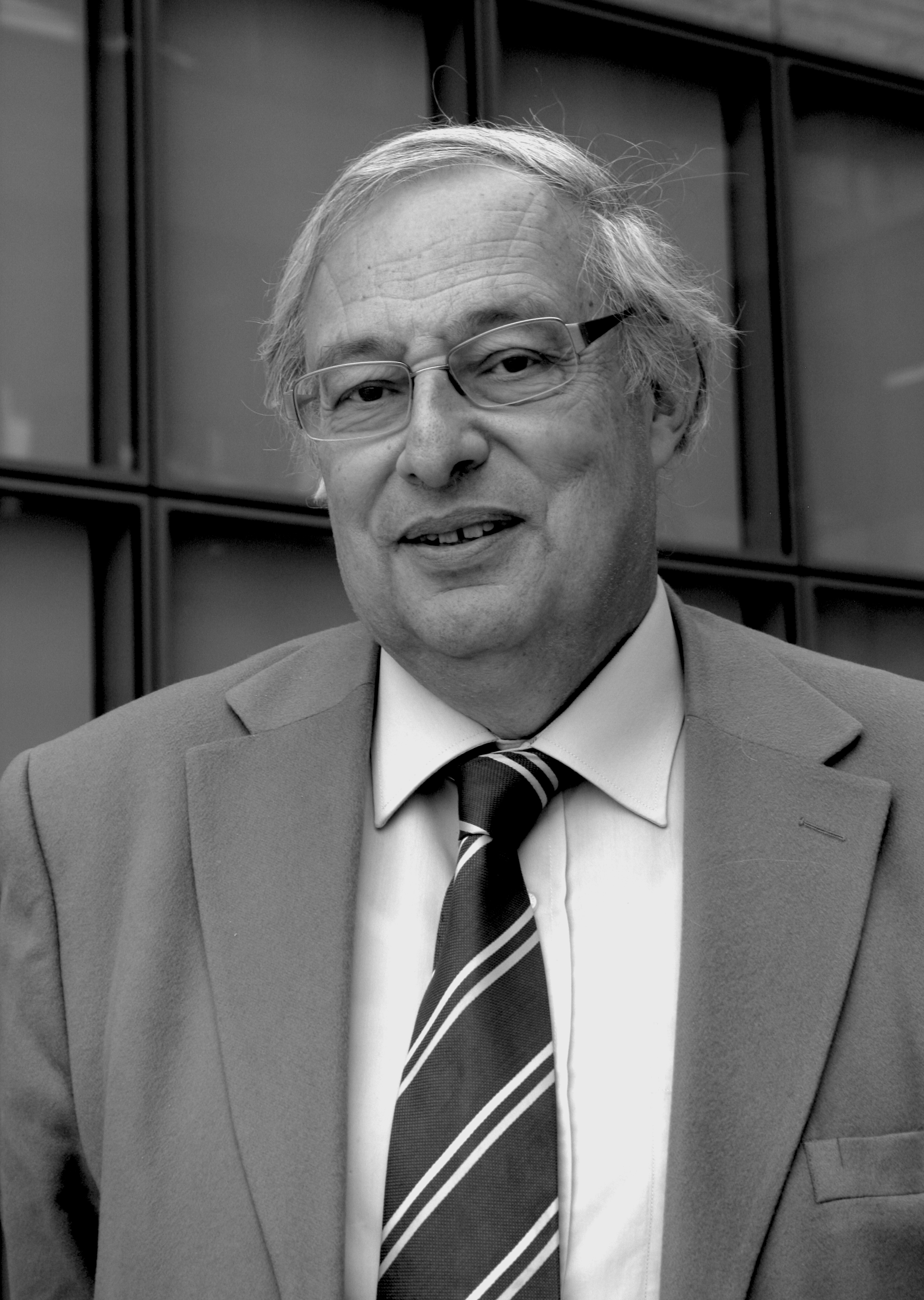
Bertrand Badie, professeur émérite des universités, spécialiste des relations internationales.
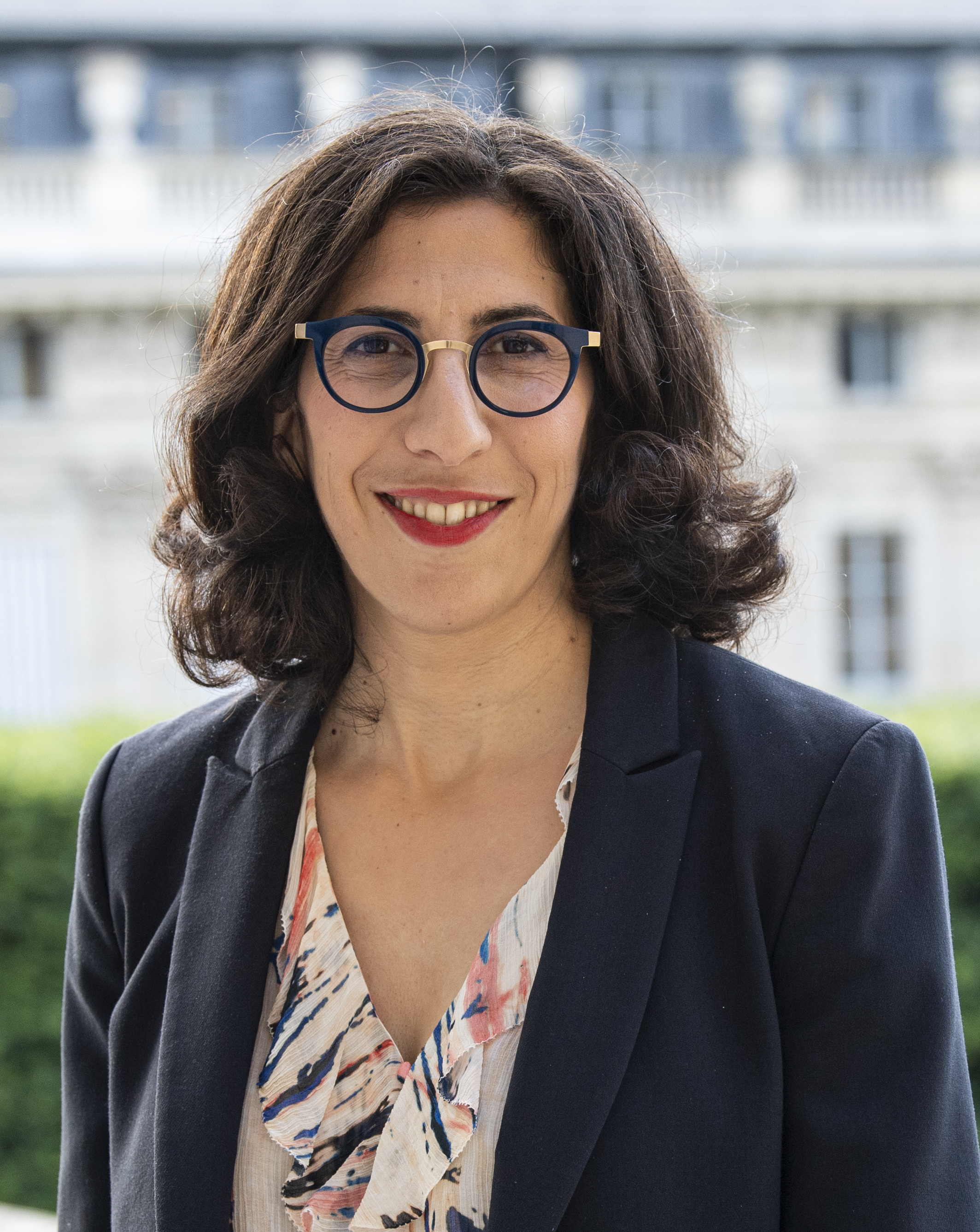
Rima Abdul-Malak, femme politique française, ministre de la Culture.
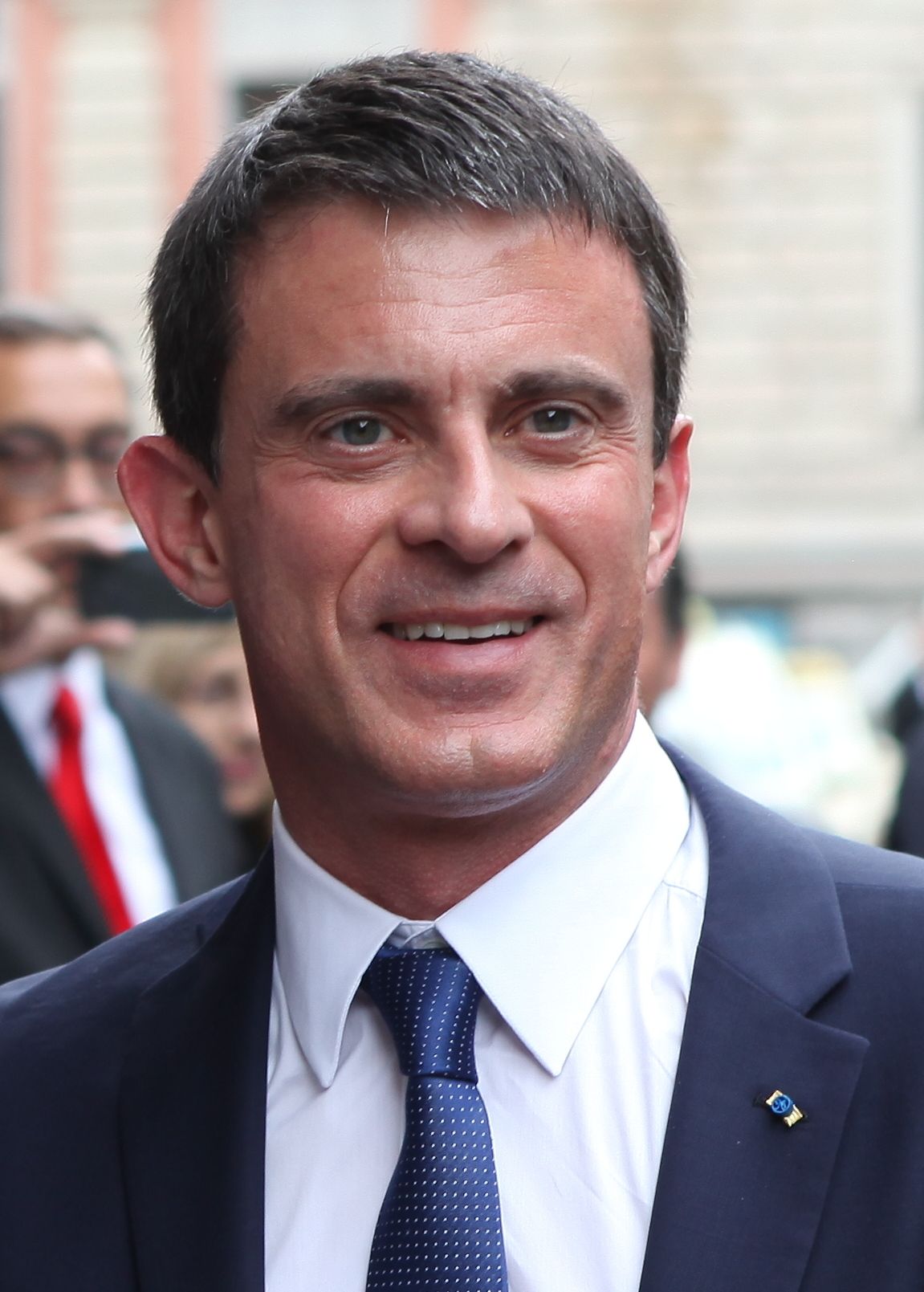
Manuel Valls, homme politique français, ancien Premier ministre.
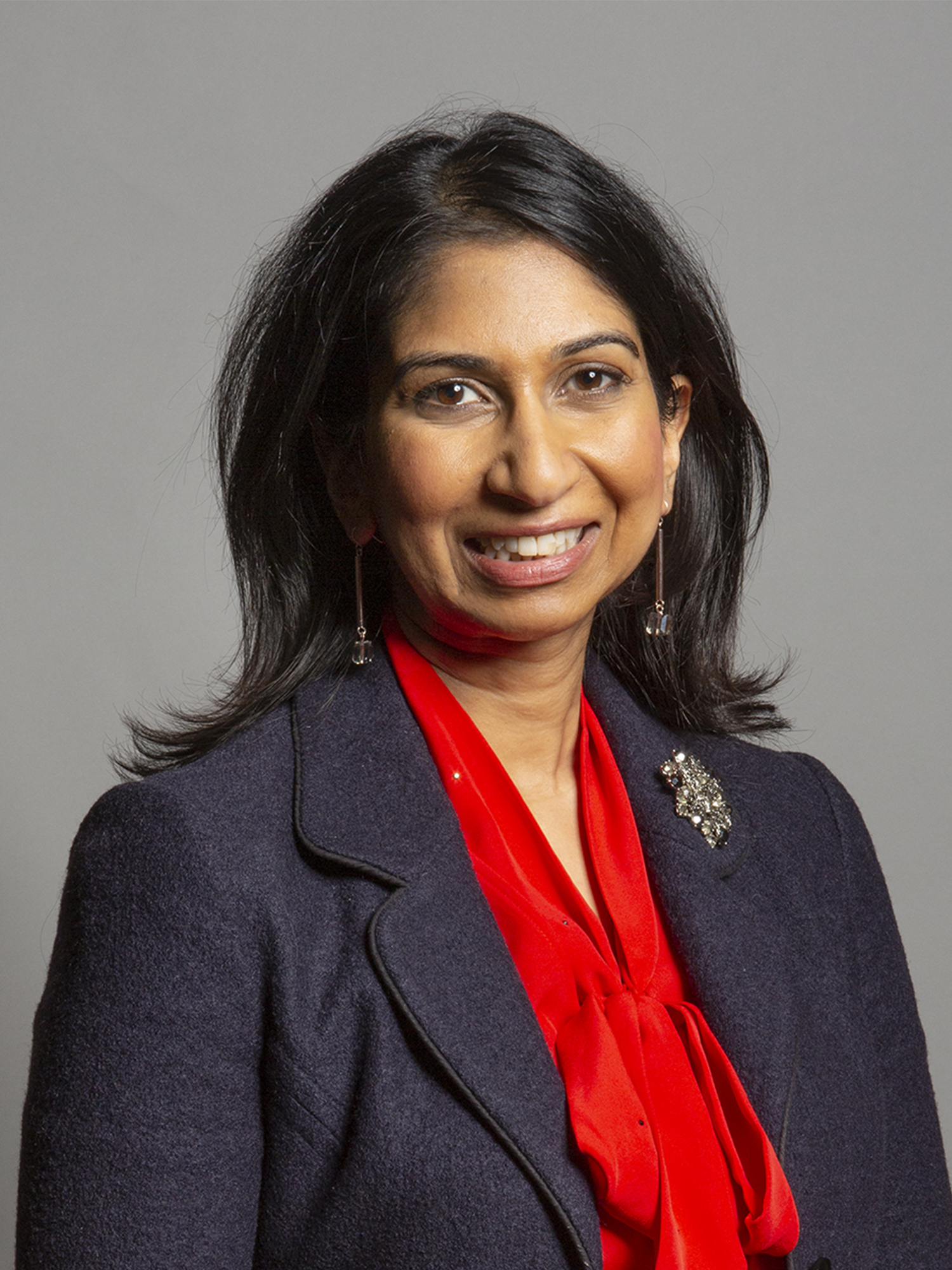
Suella Braverman, femme politique britannique, ancienne ministre de l'Intérieur.
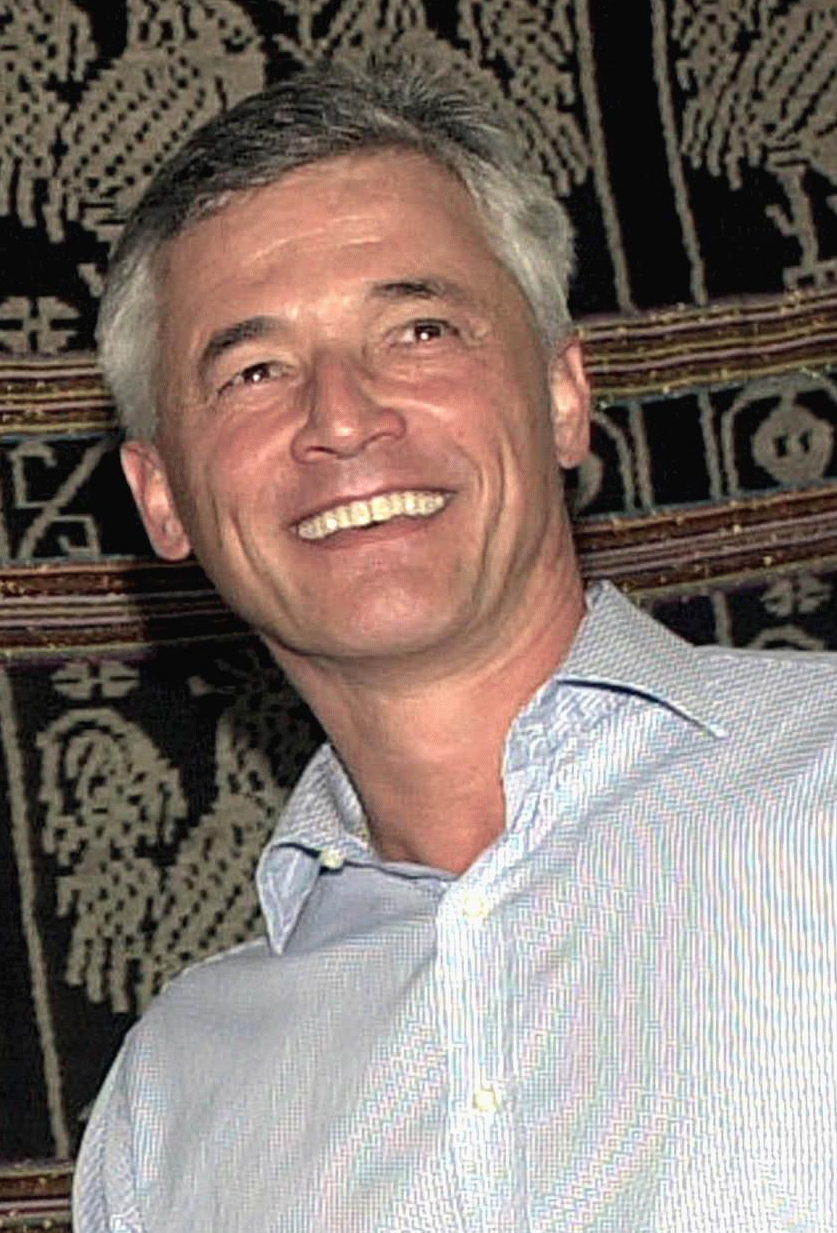
Sérgio Vieira de Mello, fonctionnaire international brésilien des Nations unies, ancien Haut-commissaire des Nations unies aux droits de l'homme.
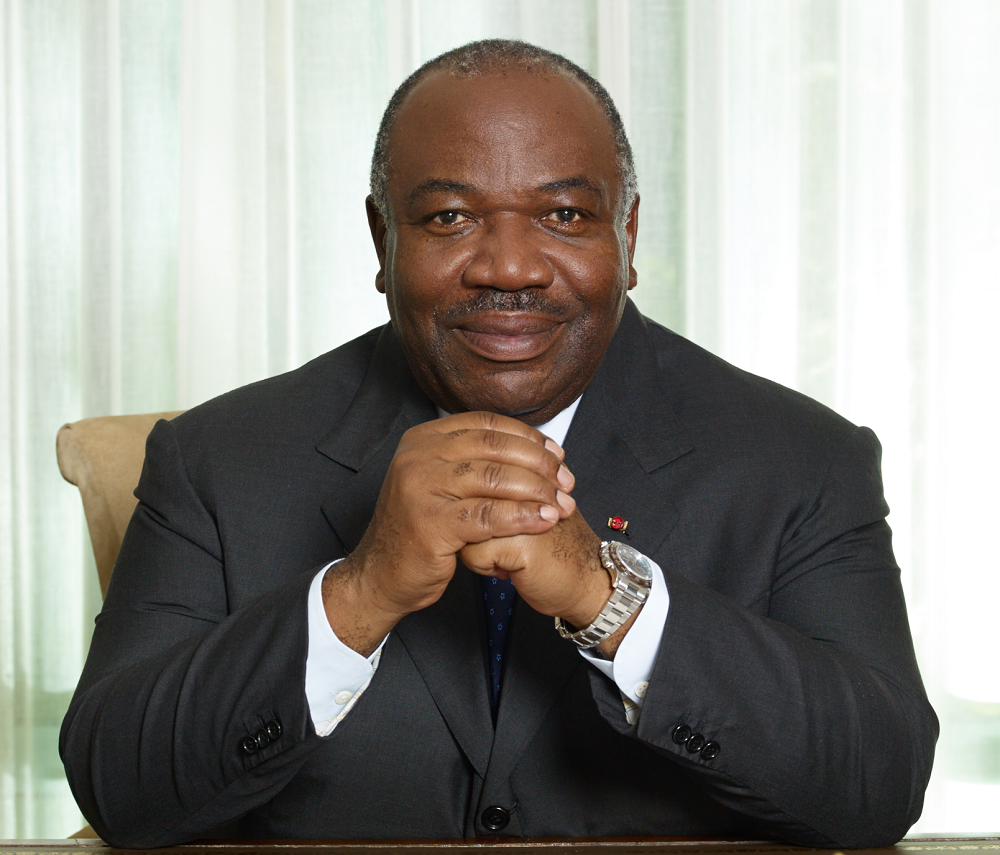
Ali Bongo, homme d'État gabonais, ancien président de la République gabonaise.

#### Hommes et femmes d'affaires et chefs d'entreprise
- Jean-Michel Darrois : avocat d'affaires et fondateur du cabinet Darrois Villey Maillot Brochier.
- Jacques Aigrain : ancien PDG de Swiss Re
- Samir Assaf : directeur général de HSBC Global Markets & Banking
- Thierry Derez : PDG de Covéa
- Michel-Édouard Leclerc : président du groupement des commerçants indépendants E.Leclerc
- Dominique Senequier : directeur général de Ardian (ex-Axa Private Equity)
- Philippe Wahl : directeur général de La Banque postale
- Gérald-Brice Viret : directeur général des antennes du groupe Canal+ et directeur de Canal+
- Gérald Karsenti : PDG d’Hewlett-Packard France
- Paul Duan : PDG de Bayes Impact

#### Médias
- Mathieu Gallet : ancien PDG de Radio France
- Éric Revel : ancien directeur France Bleu
- Laurence Ferrari : journaliste et animatrice de télévision
- Olivia Fox Cabane : oratrice et conférencière
- Ophélie Véron : blogueuse féministe végane
- Charles Consigny : avocat et chroniqueur
- Martin Weill : journaliste reporteur

#### Personnalités politiques françaises
- Manuel Valls : Premier ministre (2014-2016).
- Pierre Laurent : vice-président du Sénat, sénateur de Paris et secrétaire national du Parti communiste français
- Olivier Faure : député de Seine-et-Marne et premier secrétaire du Parti socialiste.
- Michèle Alliot-Marie : ministre de 2002 à 2011 (Défense, Intérieur, Justice et Affaires étrangères)
- Rima Hassan : eurodéputée et juriste franco-palestinienne.
- Jean-Louis Borloo : ministre de 2002 à 2010
- Luc Chatel : ministre de l'Éducation nationale (2009-2012)
- Frédéric Cuvillier : ministre délégué puis secrétaire d’État aux Transports, à la Mer et à la Pêche dans le gouvernement (2012-2014)
- Myriam El Khomri : ministre du Travail (2015-2017)
- Hervé Gaymard : ministre de l'agriculture (2002-2004) puis de l'Économie et des Finances (2004-2005)
- Brigitte Girardin : ministre de l'Outre-mer (2002-2005), puis de la Coopération, au Développement et à la Francophonie (2005-2007)
- Pouria Amirshahi : député de 2012 à 2017
- Chantal Jouanno : sportive de haut niveau (karaté), ministre des Sports (2010-2011)
- Arnaud Montebourg : ministre de l'Industrie puis de l'Économie (2012-2014)
- Vincent Peillon : ministre de l'Éducation nationale (2012-2014)
- Laurent Wauquiez : ministre de l'Enseignement supérieur et de la Recherche (2011-2012)
- Jean-Jacques Urvoas : ministre de la Justice (2016-2017).
- Charlotte Girard : juriste

##### Personnalités politiques étrangères
- Atsutsè Kokouvi Agbobli : homme politique, ancien ministre togolais.
- Ali Bongo : ancien président de la République gabonaise
- Imed Hazgui : ministre tunisien
- Leila Chikhaoui : ministre tunisienne
- Facinet Sylla : ministre guinéen
- Suella Braverman : ancienne secrétaire d'État à l'Intérieur britannique, députée.
- Hazem el-Beblawi : ancien Premier ministre égyptien
- Jorge Castañeda : ancien ministre des Affaires étrangères du Mexique.
- Alpha Condé : président de la République de Guinée.
- Taïeb Fassi-Fihri : ancien ministre marocain des Affaires étrangères et de la Coopération.
- Irakli Garibachvili : ancien Premier ministre géorgien
- Ibrahim Hassane Mayaki : homme politique, ancien Premier ministre du Niger
- Théodore Holo : ancien président de la Cour constitutionnelle du Bénin et ancien ministre
- Geórgios Katroúgalos : ancien ministre grec des Affaires étrangères
- Cecilia Malmström : ancien commissaire européenne et ancienne ministre suédoise des affaires européennes
- Yōichi Masuzoe : ancien ministre japonais
- André Mba Obame : ancien ministre de l'intérieur au Gabon
- Abdoul Mbaye : ancien Premier ministre du Sénégal
- Salem Miladi : ancien ministre tunisien
- Daniel Ona Ondo : ancien Premier ministre du Gabon
- Théodoros Pángalos : ancien vice-président du gouvernement grec
- Fethi Sellaouti : ministre tunisien
- Alexander Stubb : ancien Premier ministre finlandais
- Nasser Yeganeh : ancien président de la Cour suprême de l'Iran
- Angèle Aguigah (1955-) : archéologue et femme politique togolaise.

#### Artistes, écrivains, autres
- Maurice Benayoun : artiste, Villa Médicis hors les murs 1993, Golden Nica, Ars Electronica 1998
- Deen Burbigo : rappeur
- Régis Debray : prix Fémina 1977
- Jérôme Ferrari : prix Goncourt 2012
- Emmanuel Guillaud : artiste
- Phoebe Hadjimarkos Clarke : traductrice et romancière
- Caroline Hamon : Médaille de bronze du CNRS 2017
- Florence Jou : poétesse et performeuse
- Olga Kisseleva : artiste, prix Art et Science du CNRS 2012
- Jérémie Nouar, boxeur français.
- Jean-Pierre Thiollet : écrivain
- Marie-Ann Yemsi : commissaire d'exposition
- Fanny Gonella (d) : commissaire d'exposition
- Olivier Bodart : auteur et artiste plasticien
- Syrielle Mejias : actrice française

#### Domaine académique et relations internationales
- Ronny Abraham : juge à la Cour internationale de justice, président de la Cour (2015-2018)
- Jean-François Jarrige : archéologue et président du Musée national des Arts asiatiques-Guimet
- Sylvie Faucheux : présidente de l'université de Versailles-Saint-Quentin-en-Yvelines.
- Thomas Gomart : directeur de l'Institut français des relations internationales (IFRI)
- Jeanne Guien : philosophe française
- Dimitri Kitsikis : géopolitologue, président honoraire de la Fondation publique Dimitri Kitsikis (Grèce), membre de la Société royale du Canada
- William Sweet : philosophe canadien, membre de la Société royale du Canada
- Jean-Pierre Mohen : archéologue, ancien directeur du musée d'Archéologie nationale, ancien directeur du Centre de recherche et de restauration des musées de France
- Bernard Ramanantsoa : directeur général du groupe HEC
- Ségolène Vandevelde : archéologue française
- Yasmine Chami : historienne, anthropologue et romancière marocaine
- Sérgio Vieira de Mello : ancien Haut-commissaire des Nations unies aux droits de l'homme
- Laurence Tubiana : ancienne présidente du directoire de l'Agence française de développement

### Docteurshonoris causa
Depuis sa création, l'université Panthéon-Sorbonne décerne le titre de docteur honoris causa à des personnalités en reconnaissance de leur rôle et de leur engagement dans la promotion des valeurs et des principes inscrits dans la Déclaration universelle des droits de l'homme.

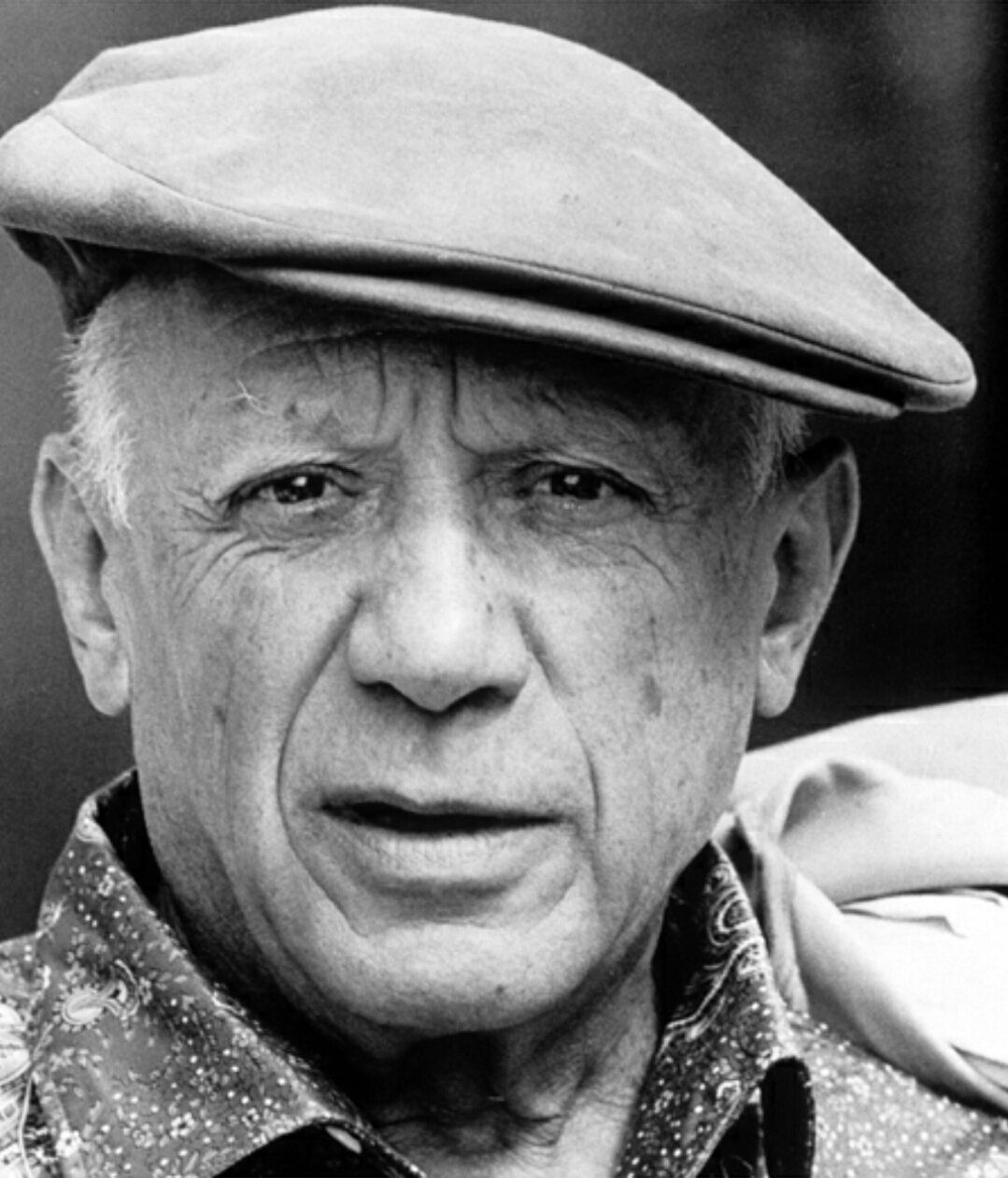
Pablo Picasso (1971), artiste[85].
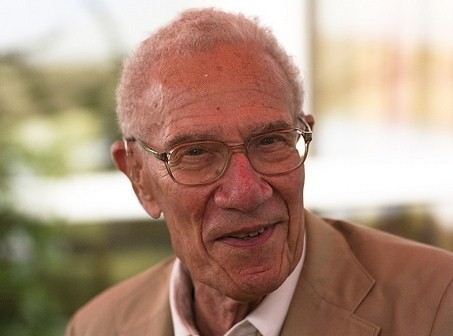
Robert Solow (1974), professeur au Massachussetts Institute of Technology, prix Nobel d'économie 1987[85].
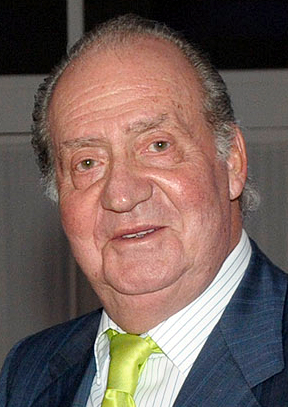
Juan Carlos Ier (1985), roi d'Espagne[85].
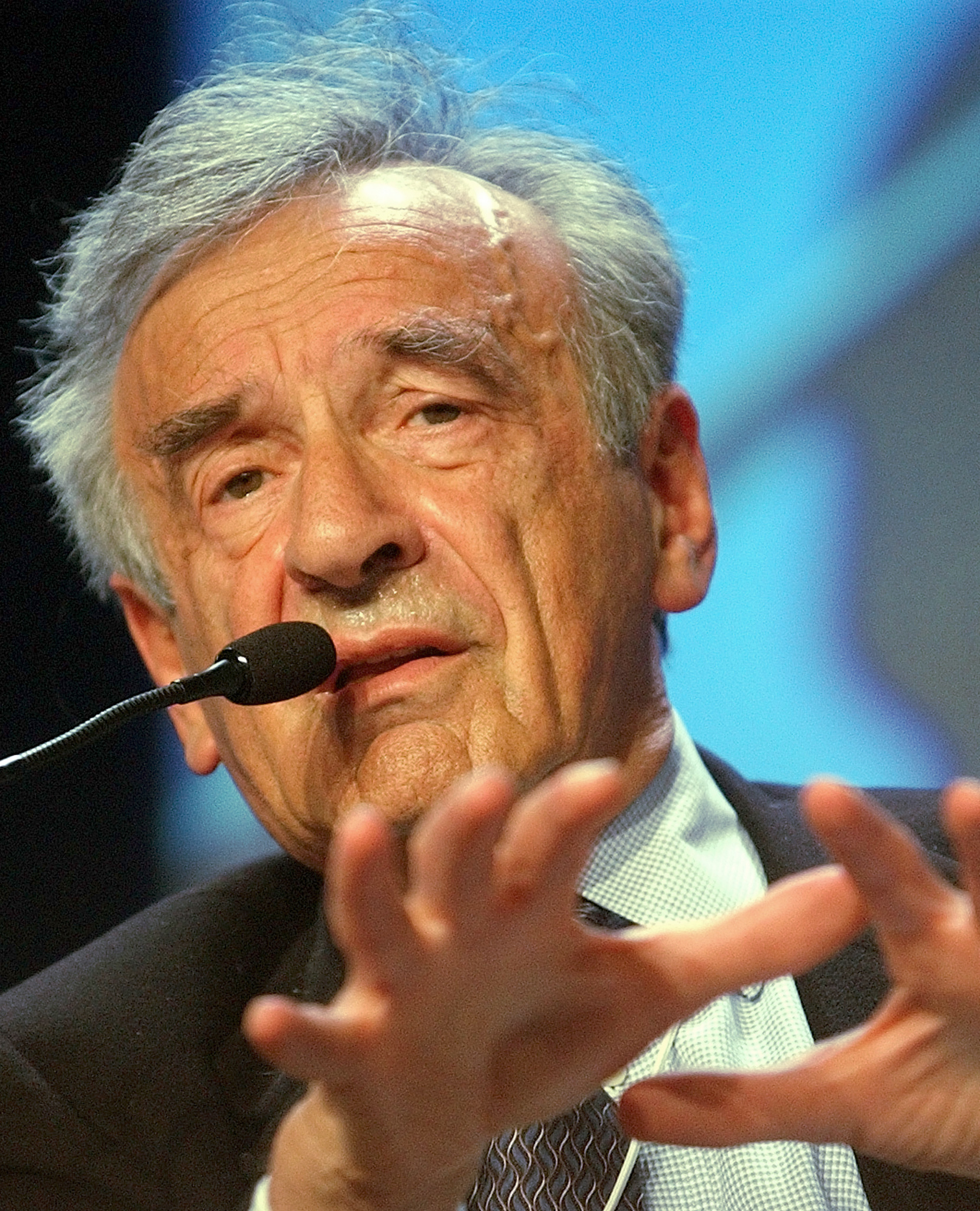
Elie Wiesel (1987), prix Nobel de la paix[85].
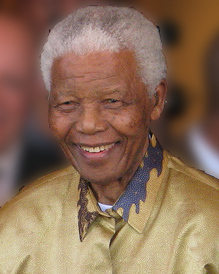
Nelson Mandela (1996), président de la République d'Afrique du Sud[86].
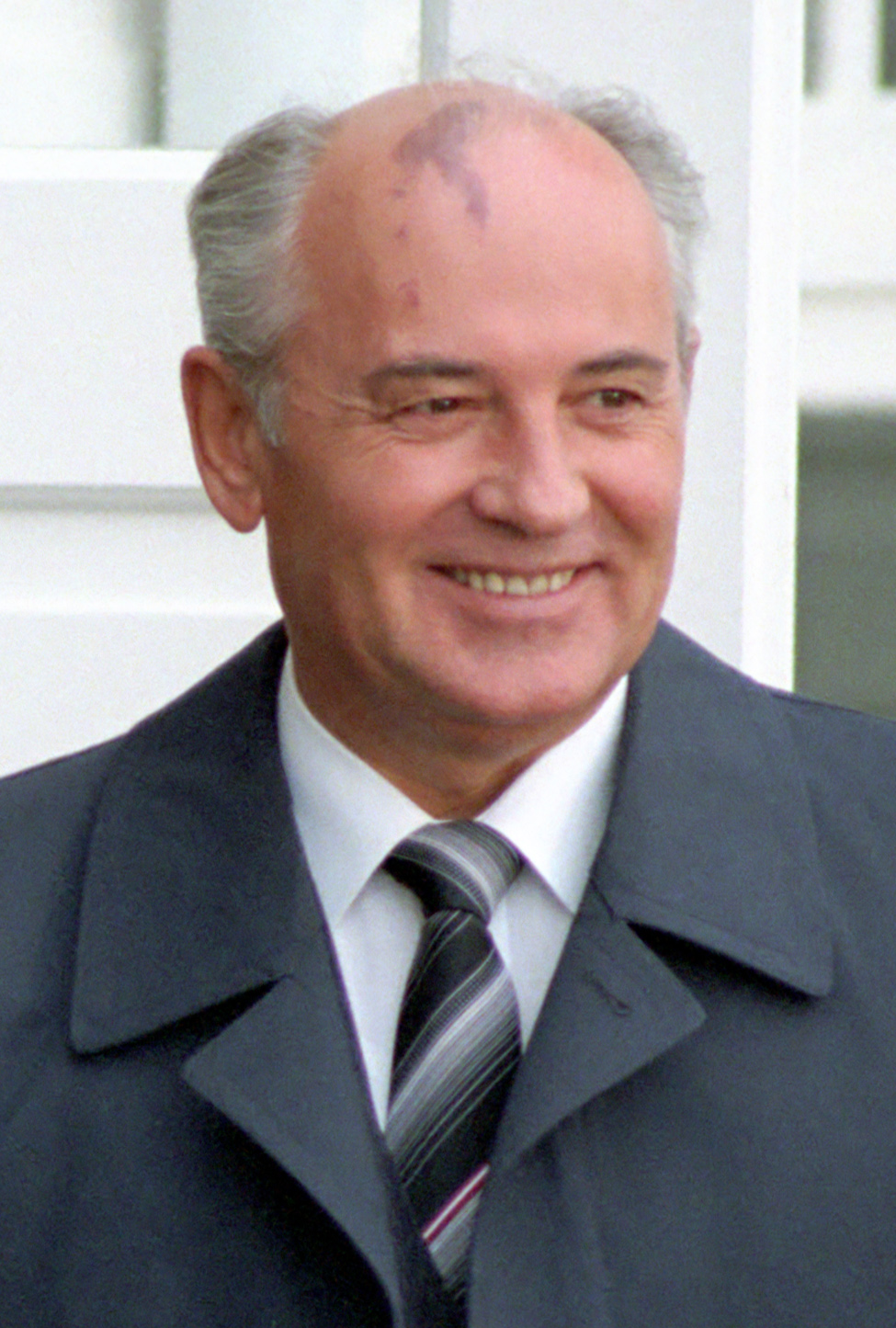
Mikhaïl Gorbatchev (2001), président de l’URSS[85].
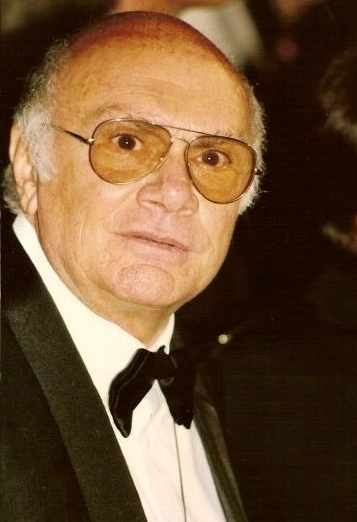
Francesco Rosi (2002), cinéaste[85].
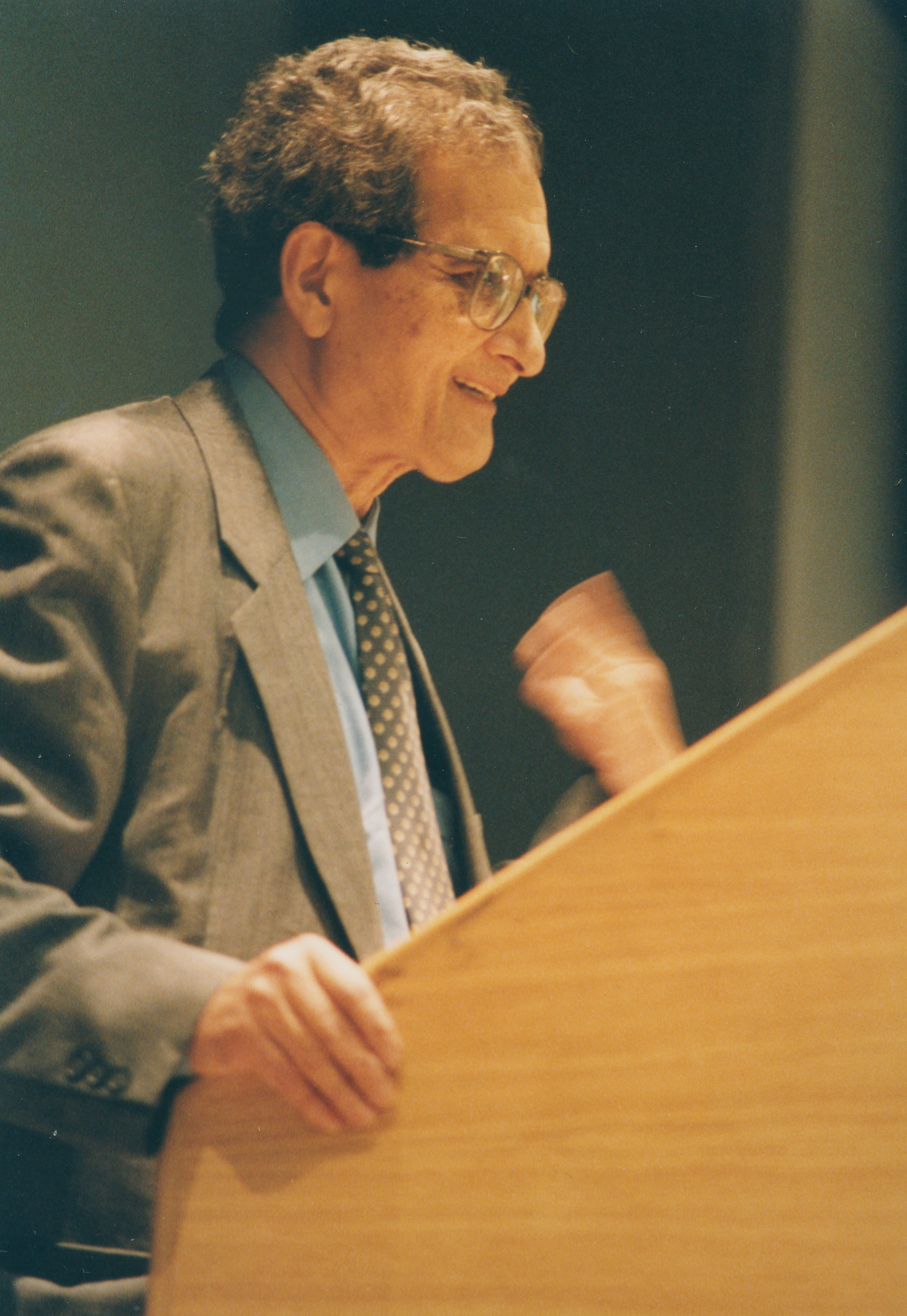
Amartya Sen (2007), prix Nobel d'économie 1998[85].
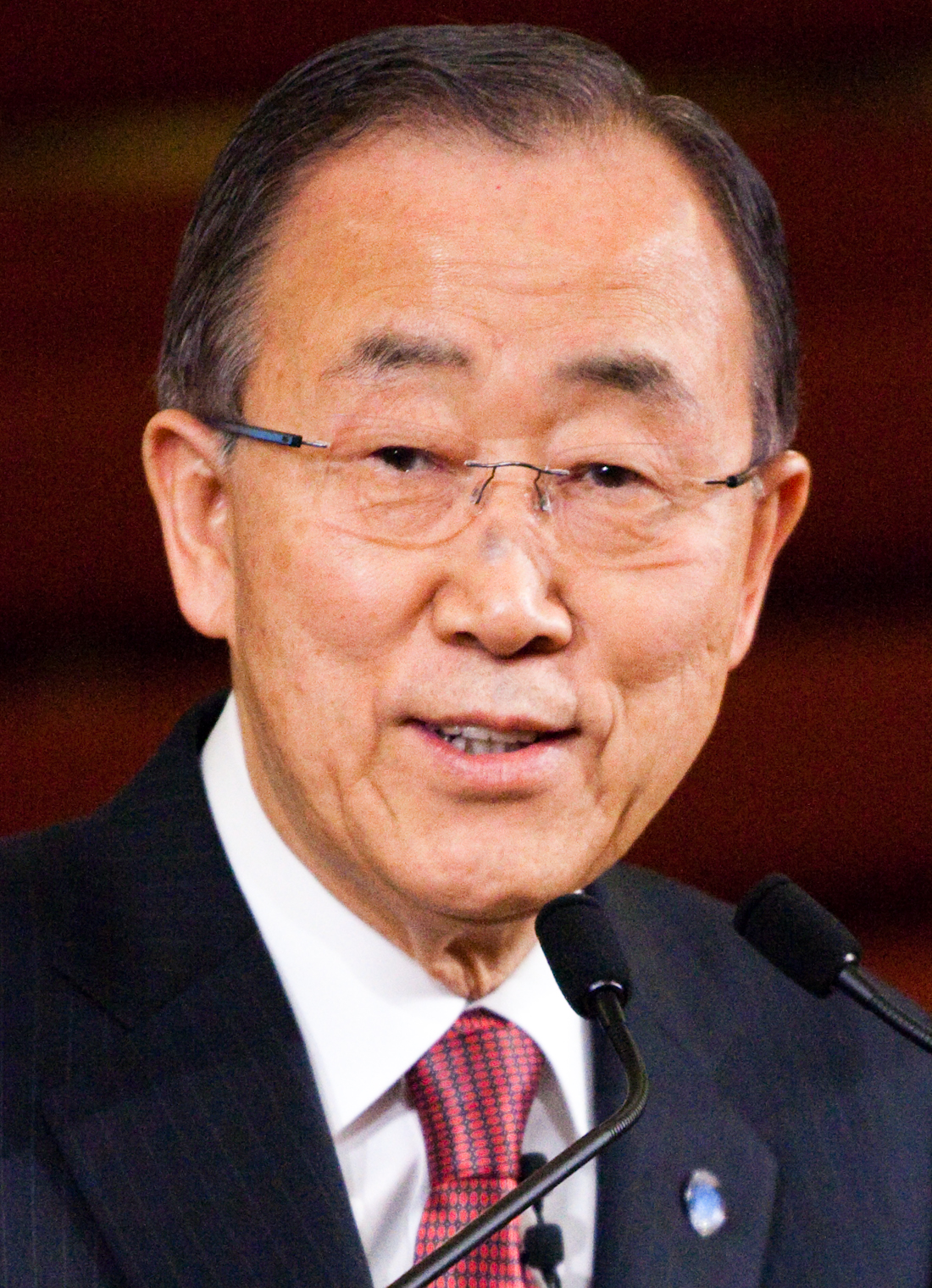
Ban Ki-moon (2016), secrétaire général de l’Organisation des Nations unies[85].
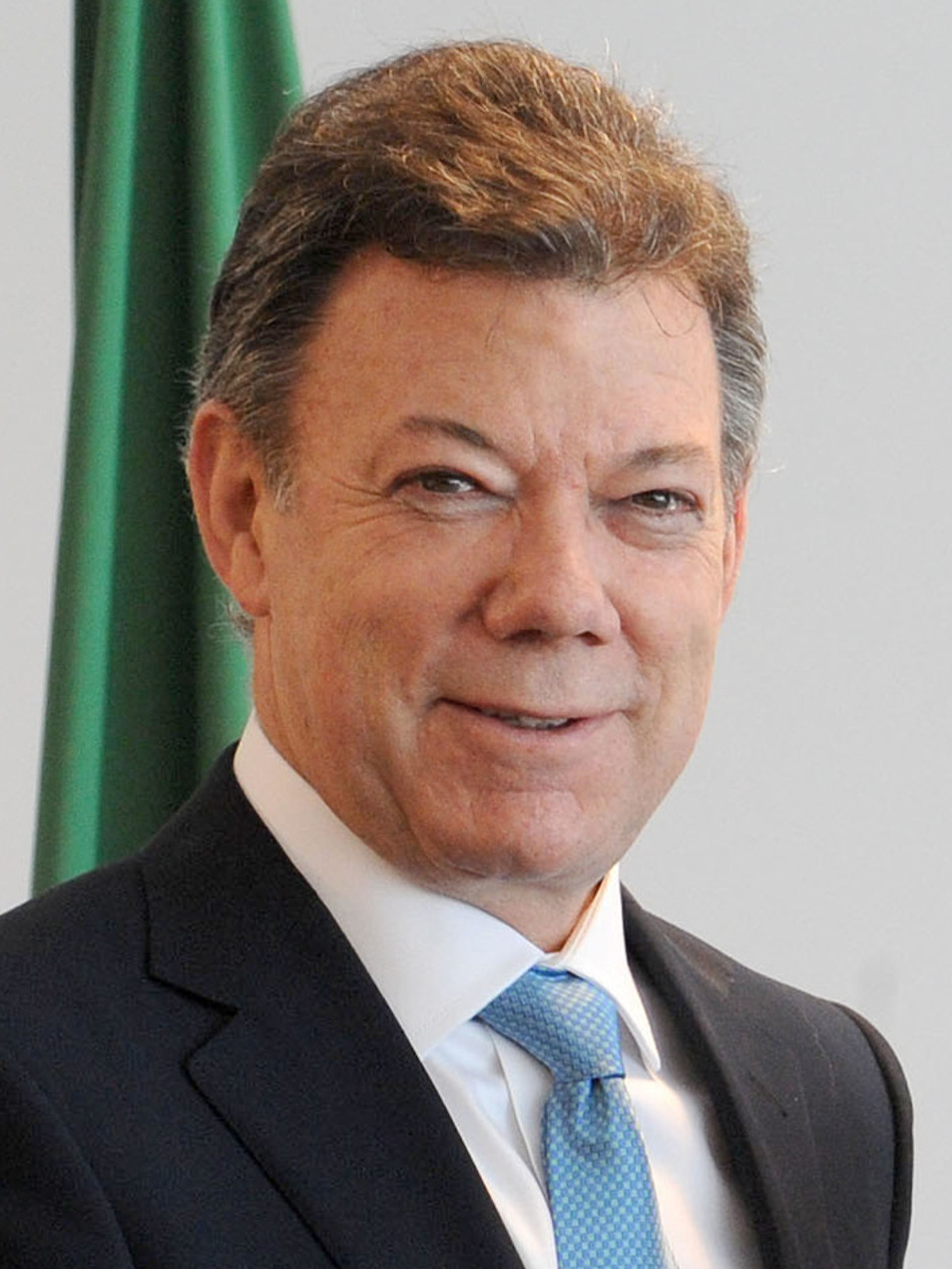
Juan Manuel Santos (2017), président de la République de Colombie[87].
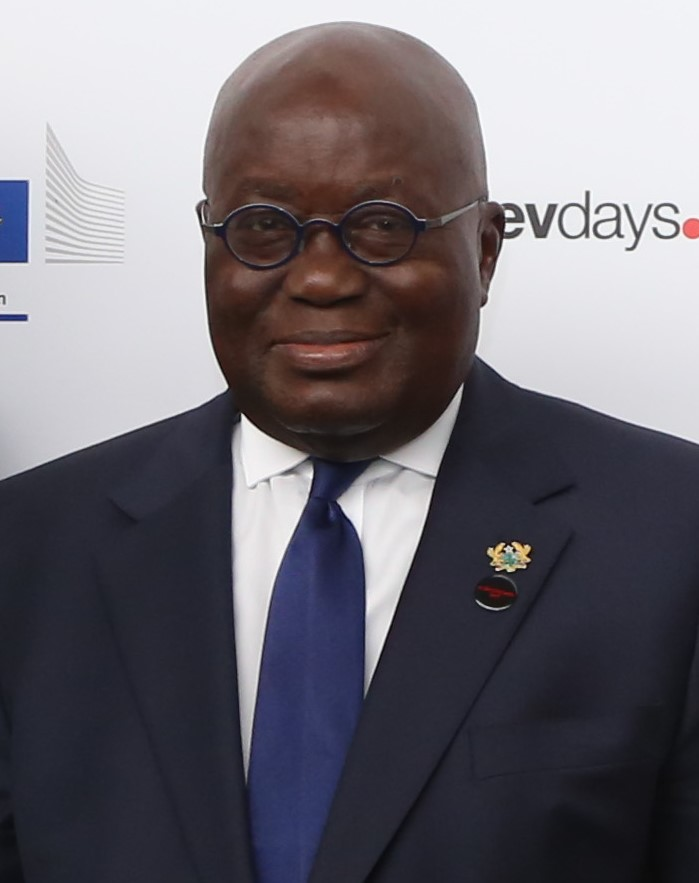
Nana Akufo-Addo (2022), président de la République du Ghana.

### Médaille Richelieu
En mémoire du cardinal de Richelieu, qui étudia à la Sorbonne et œuvra de manière remarquable à son développement, l’université Paris-I-Panthéon-Sorbonne a créé la médaille Richelieu, une décoration décernée depuis 2010 à des personnalités « qui par leur position, leurs déclarations ou leurs actes, contribuent activement au respect et à la défense des valeurs de l'université, tout en favorisant la diffusion d'un savoir universitaire d'excellence »